# Rennweg (Wien)
Der Rennweg in Wien (Bezirk Landstraße) verbindet das Stadtzentrum mit den südöstlich gelegenen Stadtteilen Sankt Marx und Simmering. Der Straßenzug setzt sich weiter fort in der Simmeringer Hauptstraße und in weiterer Folge nach Schwechat und ins östliche Niederösterreich.

## Geschichte
Der Rennweg ist Teil eines der ältesten Straßenzüge Wiens, der bereits in frühgeschichtlicher oder römischer Zeit als Ausfallstraße nach Osten entstand, zunächst vermutlich als Saumweg durch die Flusslandschaft der Donau, der zur Römerstraße ausgebaut wurde. Zahlreiche archäologische Funde wurden im Bereich der Straße gemacht. So gelang im November 1989 der größte Münzfund des 20. Jahrhunderts auf Wiener Gebiet, als auf dem Grundstück der ehemaligen Fabrik der Austria Tabakwerke (Rennweg 44) die neue Zentrale der Österreichischen Lotterien errichtet wurde. Der Hortfund bestand aus 1204 Silber- und sieben Goldmünzen, von denen die älteste aus dem Jahr 157 v. Chr. und die jüngsten aus der Regierungszeit des Kaisers Hadrian (117–138 n. Chr.) stammten.
Im 14. Jahrhundert führte der Rennweg durch Weingärten. Um 1340 hieß die Straße Laufsteig. Von 1382 bis 1534 wurde hier zwei Mal im Jahr von St. Marx über den heutigen Rennweg zum Wienfluss und über die Ungargasse zurück nach St. Marx ein Pferderennen, das so genannte Scharlachrennen (benannt nach der scharlachroten Stoffbahn, die dem Sieger als Preis winkte) abgehalten; davon leitet sich der Name Rennweggasse, ab einem nicht näher bekannten Zeitpunkt Rennweg ab.
Die ersten an der Straße errichteten Gebäude wurde im Zuge der Zweiten Wiener Türkenbelagerung weitgehend zerstört. Besonders unter Maria Theresia wurde die Errichtung von Repräsentationsbauten vorangetrieben.
Im Jahr 1873 wurde eine Pferdebahnstrecke bis St. Marx eröffnet; ab Oktober 1901 verkehrte die Straßenbahn elektrisch. Seit 1907 führt die Linie das Signal 71.

## Beschreibung

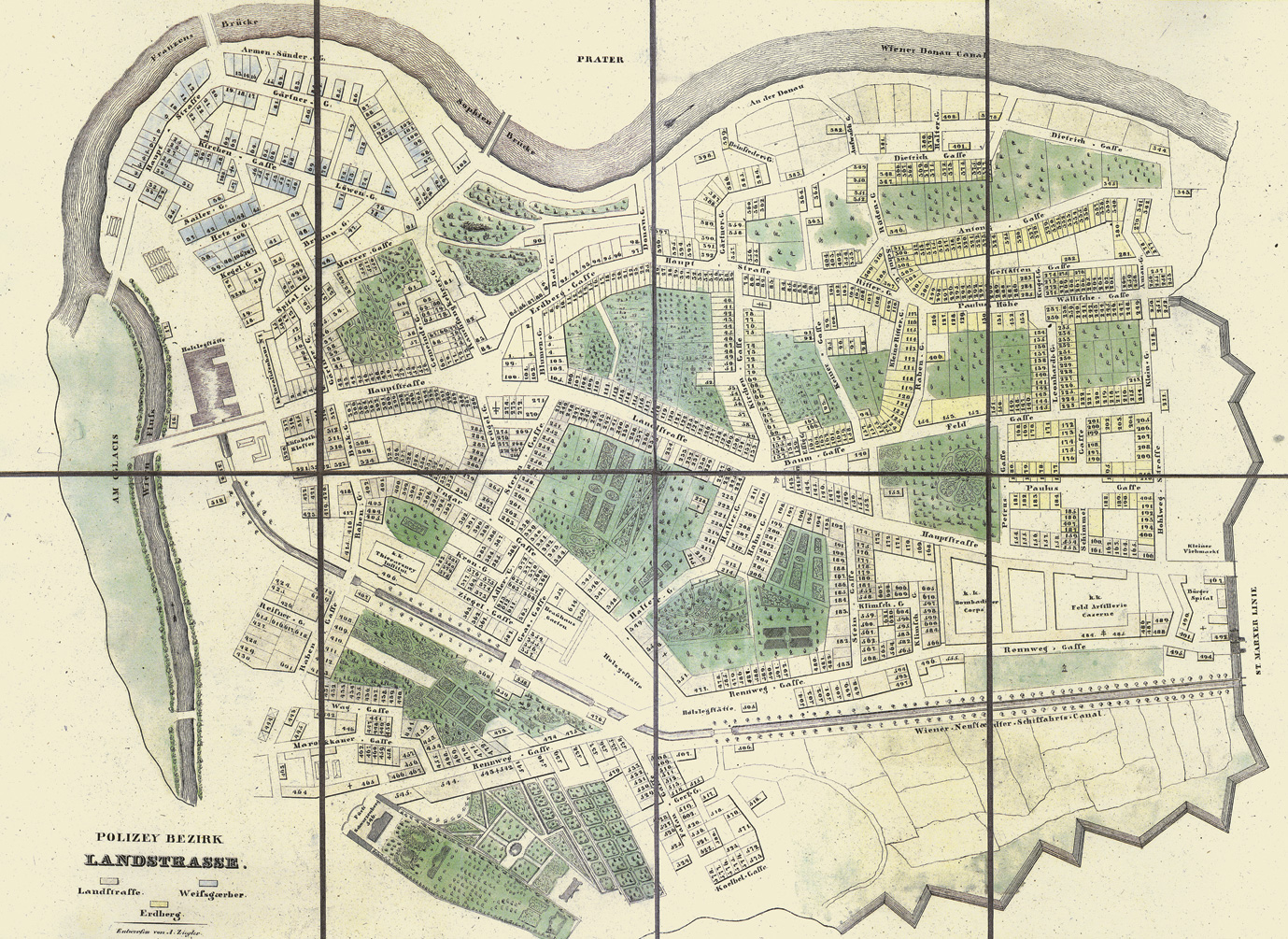
Plan des Polizey-Bezirks Landstrasse von 1820. Der Rennweg („Rennweg-Gasse“) verläuft im unteren Bilddrittel von links nach rechts leicht ansteigend.

Der Rennweg beginnt an der südöstlichen Ecke des Schwarzenbergplatzes und verläuft in südöstlicher Richtung zunächst weitgehend geradlinig bis zur Kreuzung mit dem Straßenzug Ungargasse – Fasangasse, wo er die Stammstrecke der Wiener S-Bahn überquert, und anschließend in einem sehr weiten leichten Rechtsbogen zur Kreuzung mit der Landstraßer Hauptstraße. Anschließend setzt er sich schnurgerade rund 500 Meter bis zur Grenze zum 11. Bezirk Simmering fort, wo er auf Höhe des südlichen Randes der Rinnböckstraße mit den Hausnummern 99 und 120 endet und in die Simmeringer Hauptstraße übergeht.
Im unteren Teil bis zur Ungargasse wird das Bild durch Monumentalbauten und repräsentative Miethäuser des späten Historismus und des Secessionismus bestimmt. Im mittleren Abschnitt (geprägt durch Erlöserkirche, das ehemalige Waisenhaus und die Waisenhauskirche sowie die Rennwegkaserne) finden sich zunächst überwiegend strenghistoristische Zinshäuser, ab der Boerhaavegasse teilweise auch niedrigere Gebäude aus der Zeit des Biedermeier. Der letzte Abschnitt ab der Landstraßer Hauptstraße ist durch moderne Bauten (vom Ende des 20. bzw. Anfang des 21. Jahrhunderts) gesäumt.
Die Gebäude am Rennweg gehören teilweise zu baulichen Schutzzonen der Stadt Wien: die ungerade Seite bis einschließlich Sacré Cœur ist Teil der Schutzzone Botschaftsviertel, die hauptsächlich aus Palais bestehende gerade Seite ist Teil der Schutzzone Rennweg und auch die ehemalige Rennweger Kaserne bildet eine eigene Schutzzone. Weiters wird der Rennweg auf Nr. 22 und 24 von der Schutzzone Fasanviertel und auf Nr. 87 von der Schutzzone Landstraße berührt.
Der Rennweg war seit alters bis zur Eröffnung der Ost Autobahn A4 eine wichtige Ausfallstraße Richtung Ungarn; auch der Flughafen Wien-Schwechat war auf diesem Weg zu erreichen. Der Rennweg ist jedoch auch weiterhin eine bedeutende innerstädtische Verkehrsverbindung zwischen dem Stadtzentrum und dem Südosten Wiens und als solche als Hauptstraße A klassifiziert. Für den motorisierten Individualverkehr steht ein Fahrstreifen pro Richtung zur Verfügung; aus Platzgründen gibt es weder Radfahranlagen in größerem Umfang noch einen eigenen Gleiskörper für die Straßenbahn, sondern die Gleise werden nur an neuralgischen Punkten (etwa vor Kreuzungen) durch Fahrbahnmarkierungen freigehalten. Im öffentlichen Personennahverkehr befährt die Straßenbahnlinie 71 den Rennweg in ganzer Länge und ermöglicht eine durchgehende Verbindung zum Wiener Zentralfriedhof und weiter nach Kaiserebersdorf. Zwischen Oberzellergasse und Ungargasse verkehrt die Autobuslinie 77A als Teil ihrer Endschleife und stellt eine Verbindung durch Erdberg zum Prater her. Zu guter Letzt benützt auch die Buslinie 74A auf ihrer Endschleifenfahrt in St. Marx zwischen Landstraßer Hauptstraße und Grasbergergasse den Rennweg. Kreuzungen und damit Umsteigemöglichkeiten zu anderen Verkehrslinien gibt es an der Ungargasse – Fasangasse zur Straßenbahnlinie O und an der Landstraßer Hauptstraße zur Straßenbahnlinie 18. Ebenfalls an der Kreuzung Ungargasse – Fasangasse befindet sich die Haltestelle Wien Rennweg der S-Bahn Wien und damit ein Zugang zum öffentlichen Schnellverkehrsnetz direkt am Rennweg; die S-Bahn-Station Wien St. Marx (bei der Landstraßer Hauptstraße) ist nur knapp 100 Meter vom Rennweg entfernt.

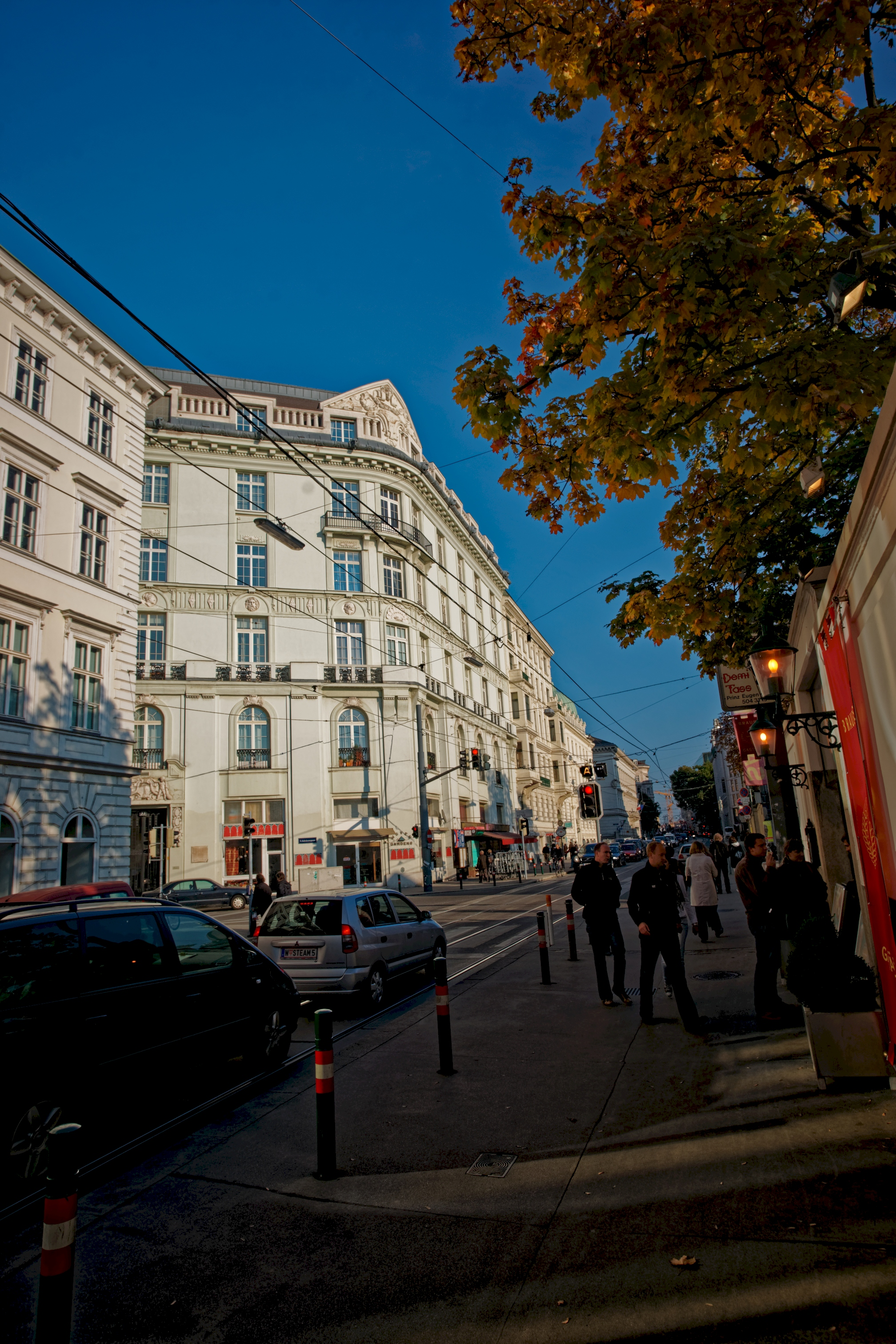
Blick stadtauswärts von der Ecke Salesianergasse
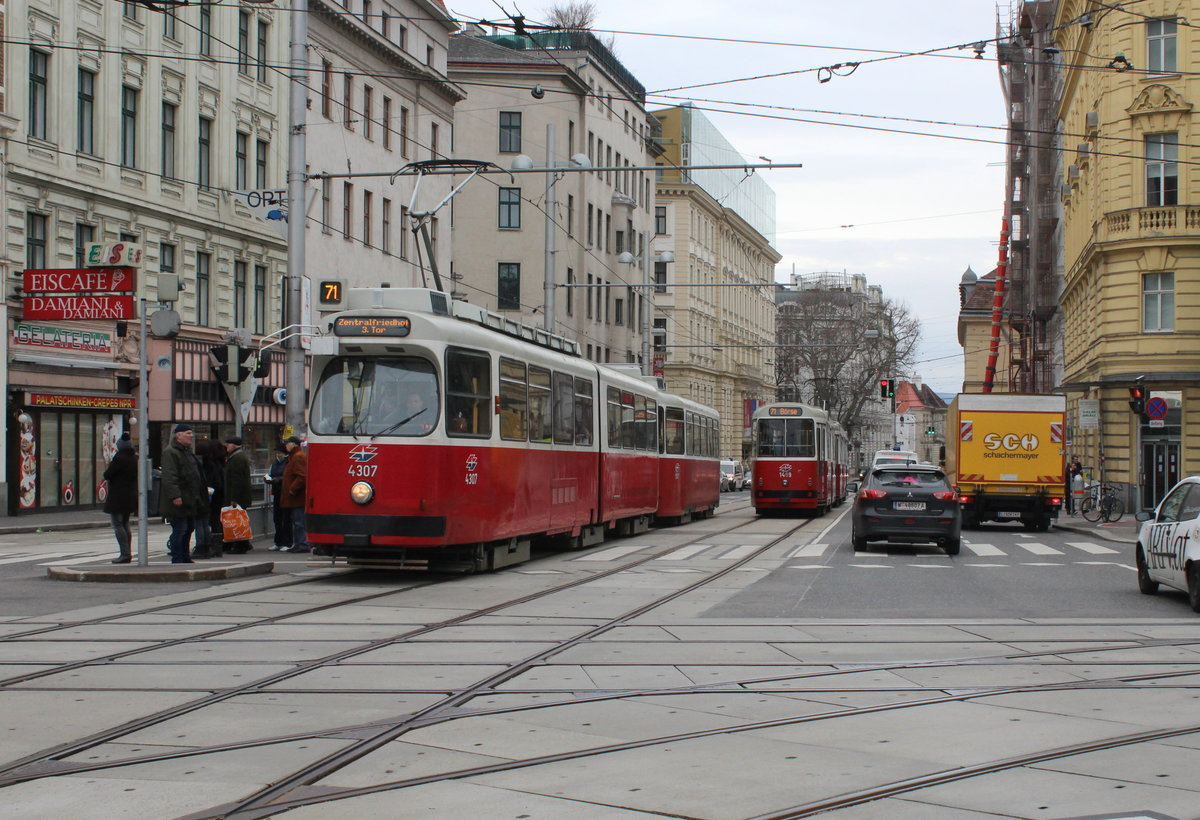
Blick stadteinwärts von der Ungargasse
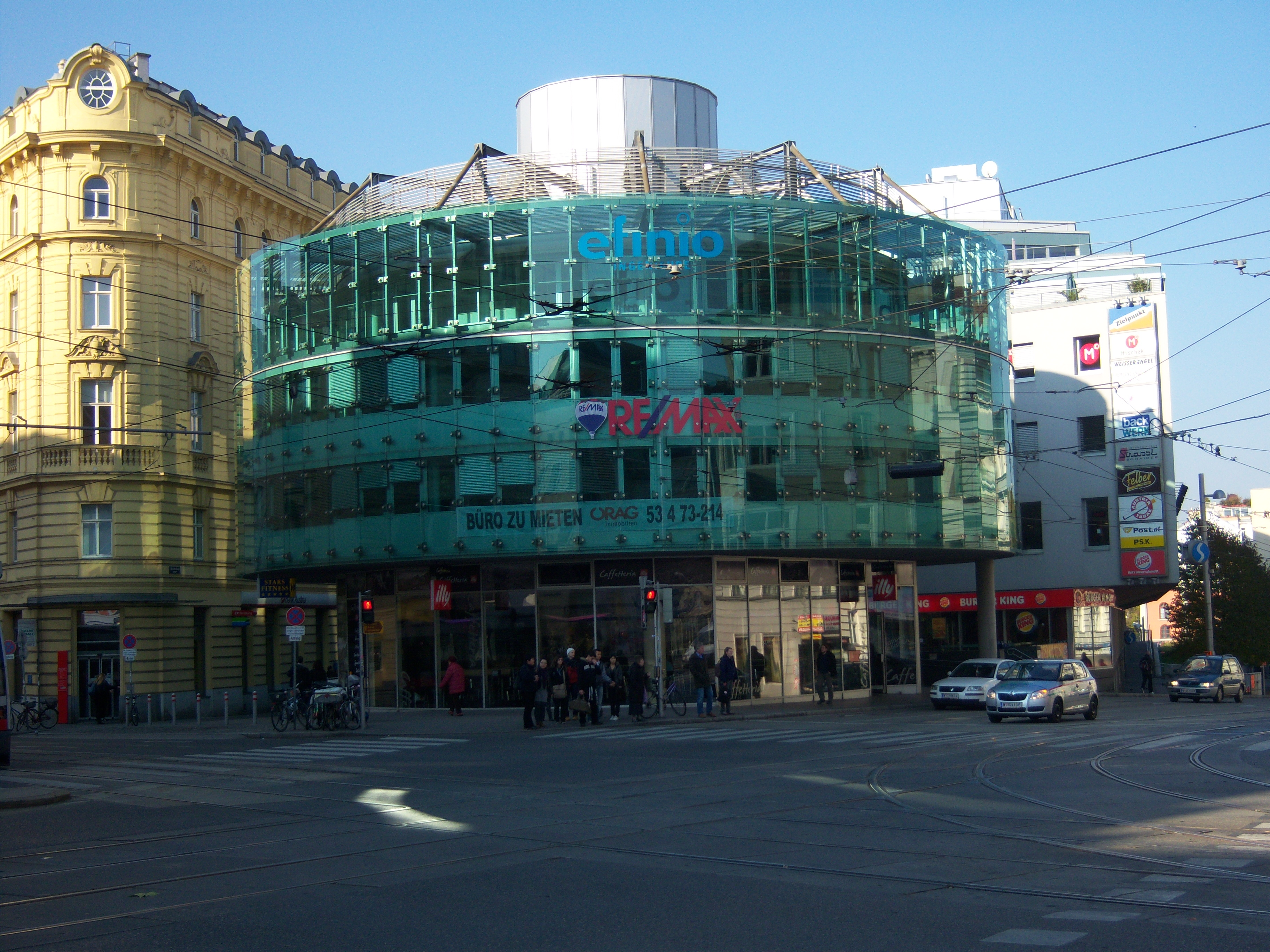
Rennweg 33B, dahinter S-Bahn-Station Rennweg
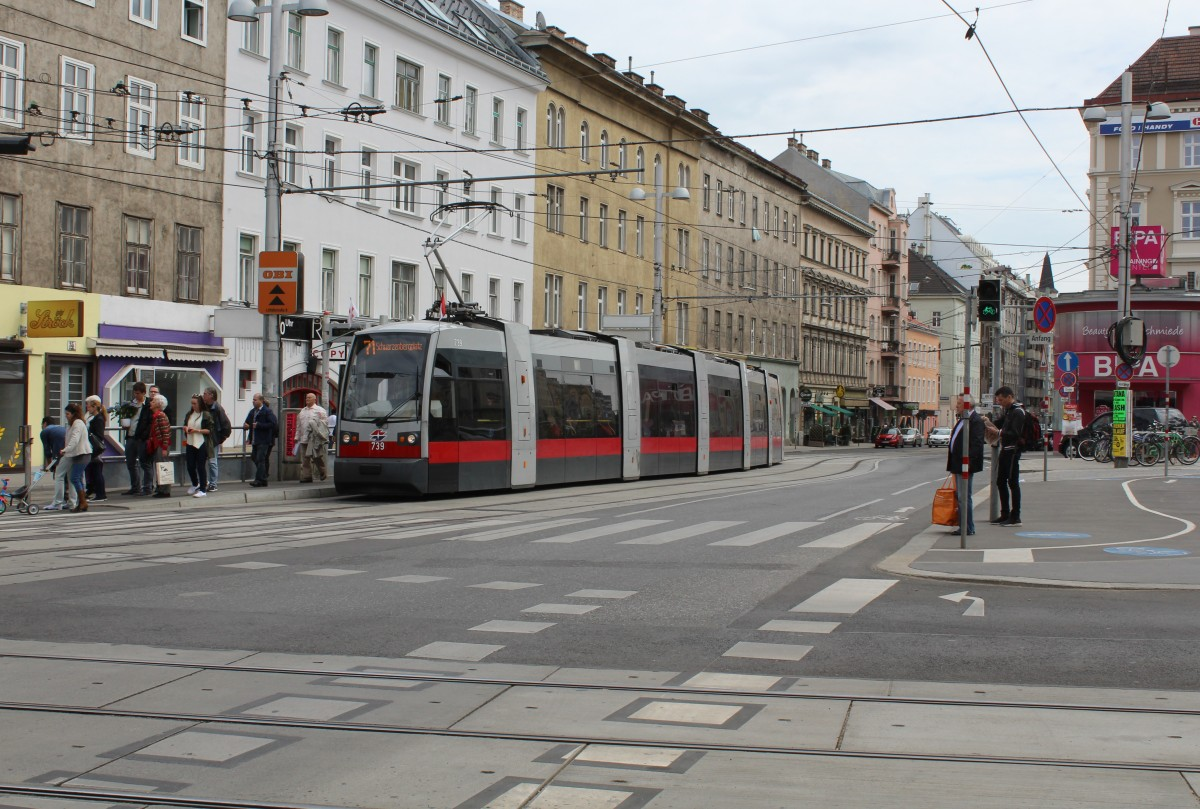
Blick stadtauswärts von der Fasangasse, rechts der Fasanplatz
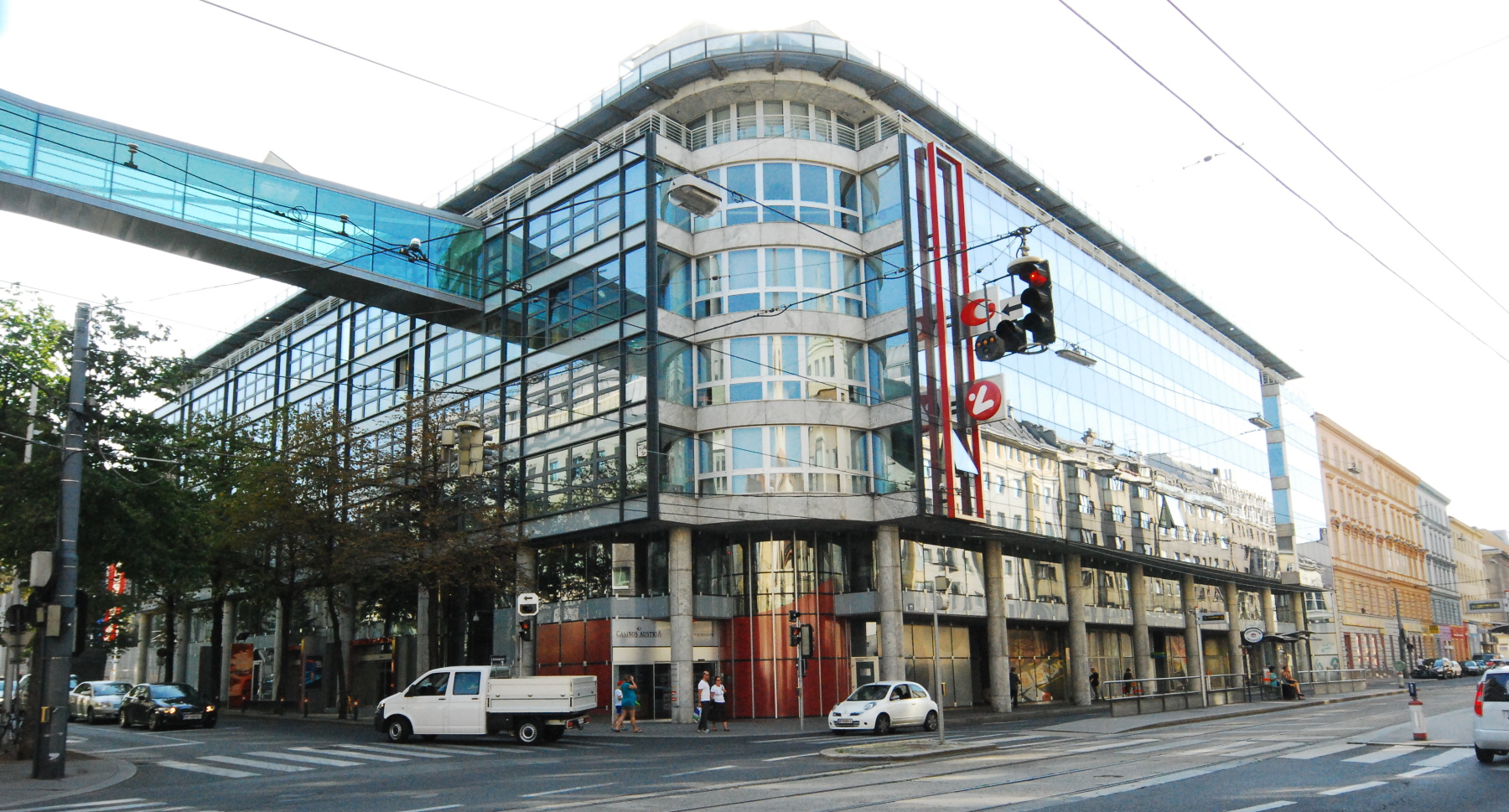
Rennweg 44 (Ecke Kleistgasse)

## Adressen

### Nr. 1, 3 und 5: Otto-Wagner-Häuser
Auf dem Gelände der abgebrochenen Leibgardekaserne wurde 1889–90 nach Plänen von Otto Wagner ein Ensemble von drei Gebäuden in einem Stil des Übergangs vom Historismus zum Jugendstil errichtet. Im Zentrum (Nr. 3) befindet sich das Palais Hoyos, in dem Wagner ursprünglich selbst wohnte und auch ein Atelier unterhielt. 1903 verkaufte er das Palais an die verwitwete Gräfin Marie Hoyos. Nach dem Verkauf durch die Familie Hoyos an Jugoslawien 1957 diente das Gebäude zunächst als dessen Botschaft, nach dem Zerfall Jugoslawiens als Botschaft Serbiens und seit 2011 ist darin die kroatische Botschaft eingerichtet. Der Funktionsteilung im Inneren (Atelier im Parterre, Repräsentationsbereich im ersten Stock und privater Bereich im zweiten Stock) entsprechend ist die Fassade in zwei Zonen geteilt: Erdgeschoß und erstes Obergeschoß sind durch plastische Gliederung zusammengefasst und heben sich gegen das flache, mit reichem Rokoko-Stuck dekorierte zweite Obergeschoß ab. Das Kranzgesims springt weit vor und trägt Traufengitter sowie seitliche Vasenaufsätze.
Das Palais wird durch die ursprünglich als Pendants konzipierten Häuser Nr. 1 und 5 flankiert. Nr. 5 zeigt noch die ursprüngliche Fassadengestaltung in horizontaler Gliederung. Die zur Auenbruggergasse orientierte Hauptfassade weist in den seitlichen Achsen vertiefte Spiegelfelder mit reichem ornamentalem Dekor auf. Eine Gedenktafel erinnert an Gustav Mahler, der 1898–1909 im Haus wohnte. Hingegen wurde der Fassadendekor von Nr. 1 entfernt.

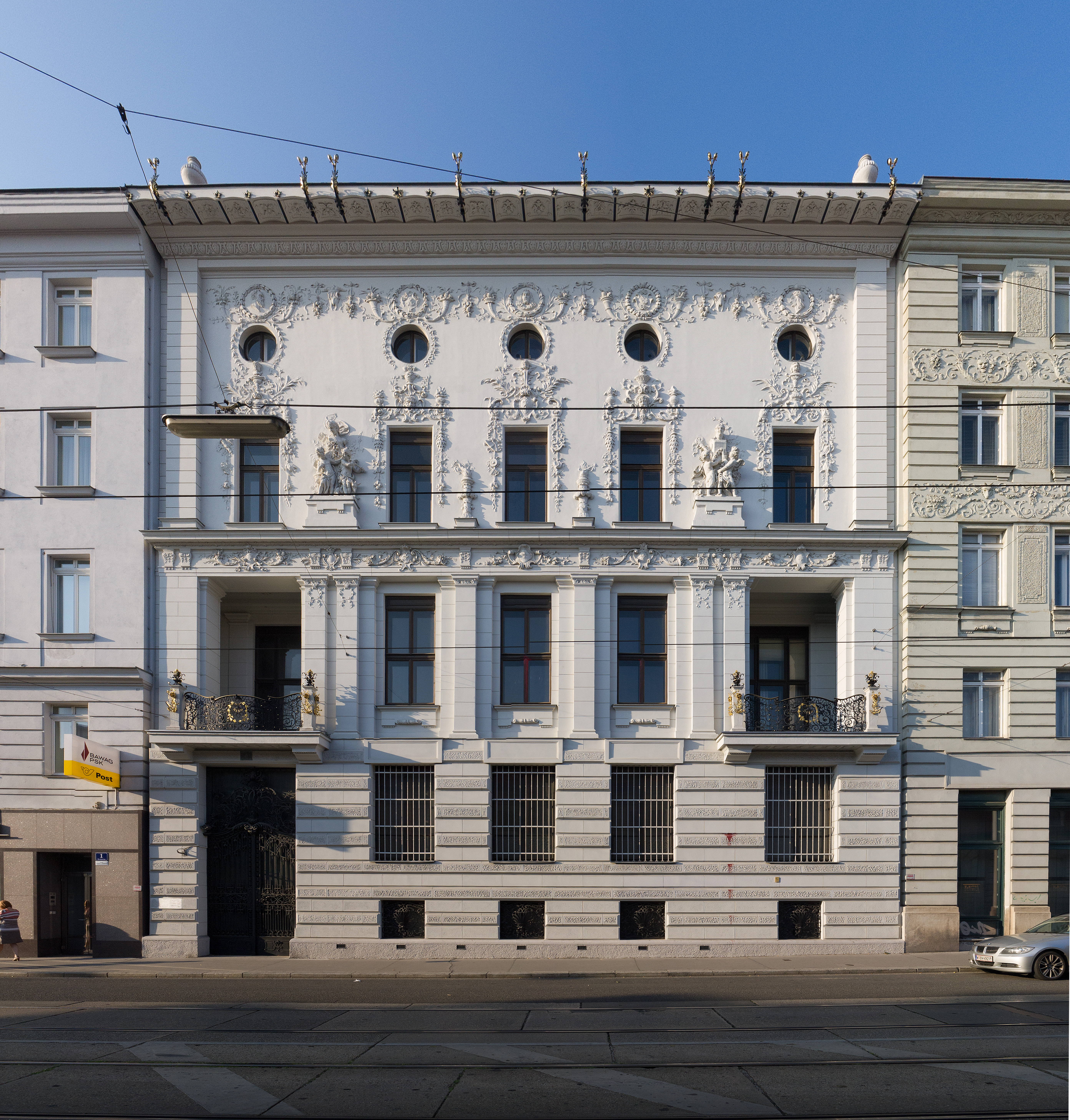
Palais Hoyos
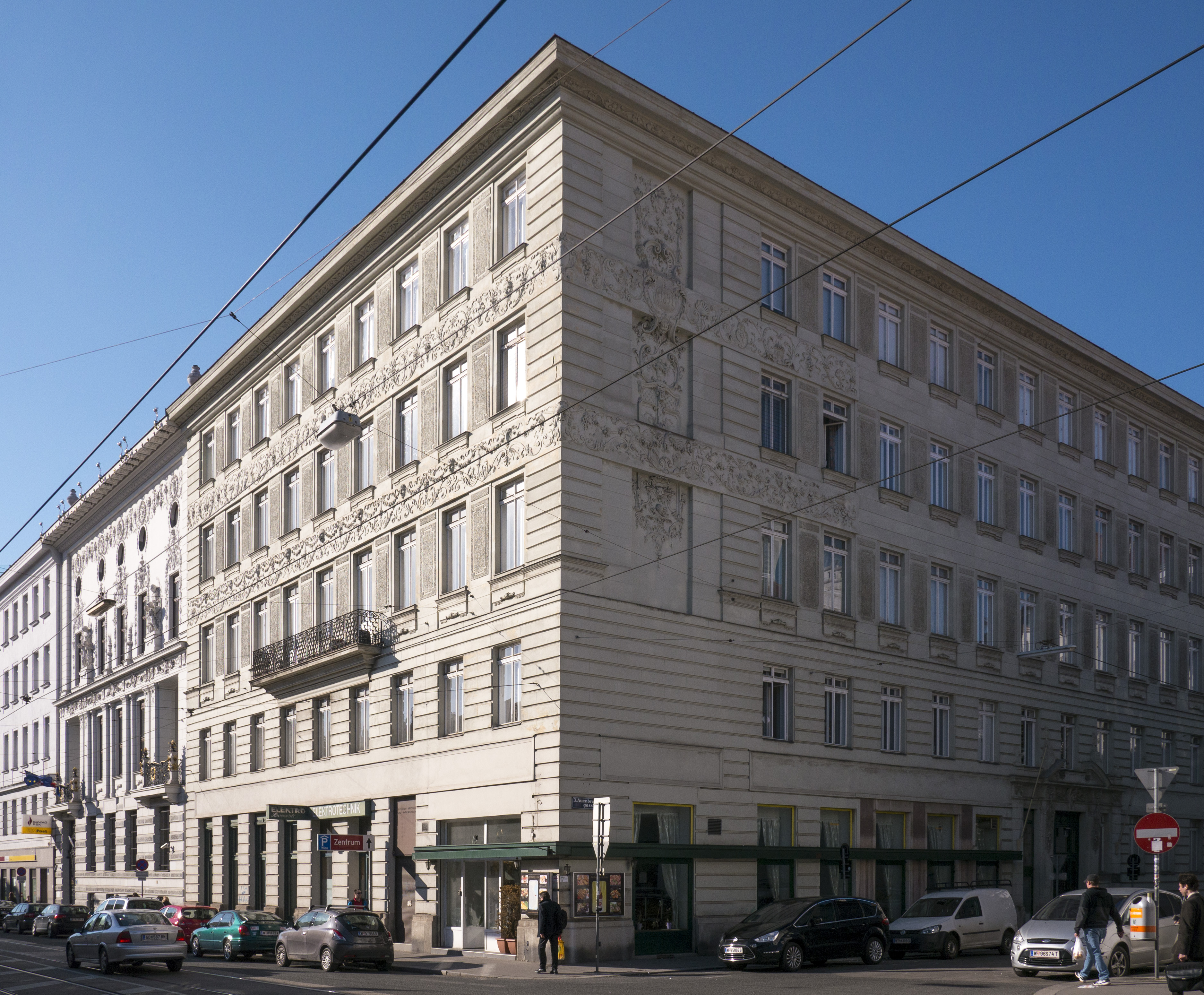
Rennweg 5, links davon Nr. 3 (Palais Hoyos) und Nr. 1

### Nr. 2: Palais Schwarzenberg
Am Anfang des Rennweges berührt ein Nebentrakt des Palais Schwarzenberg den Rennweg.

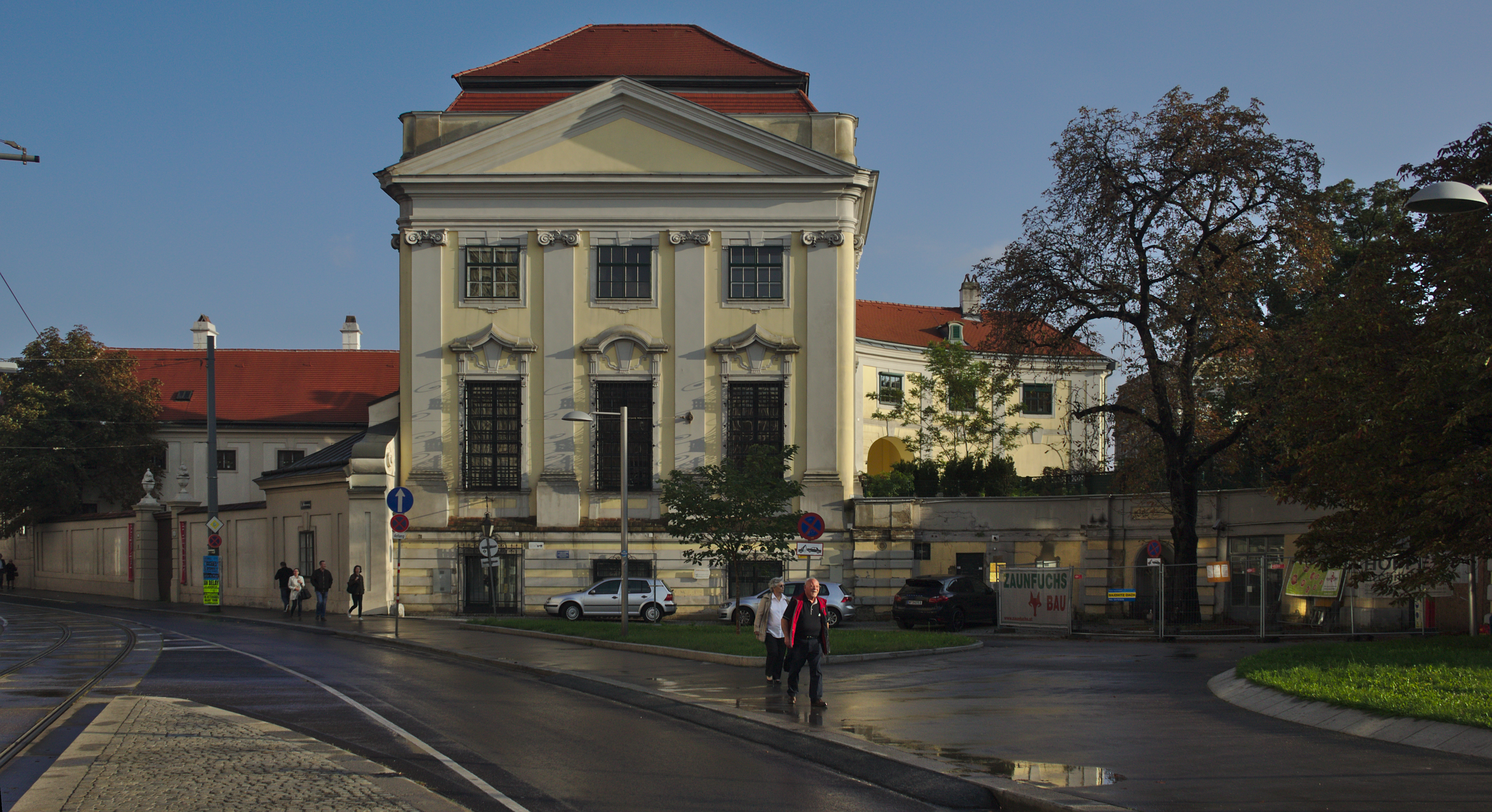
Nebentrakt des Palais Schwarzenberg
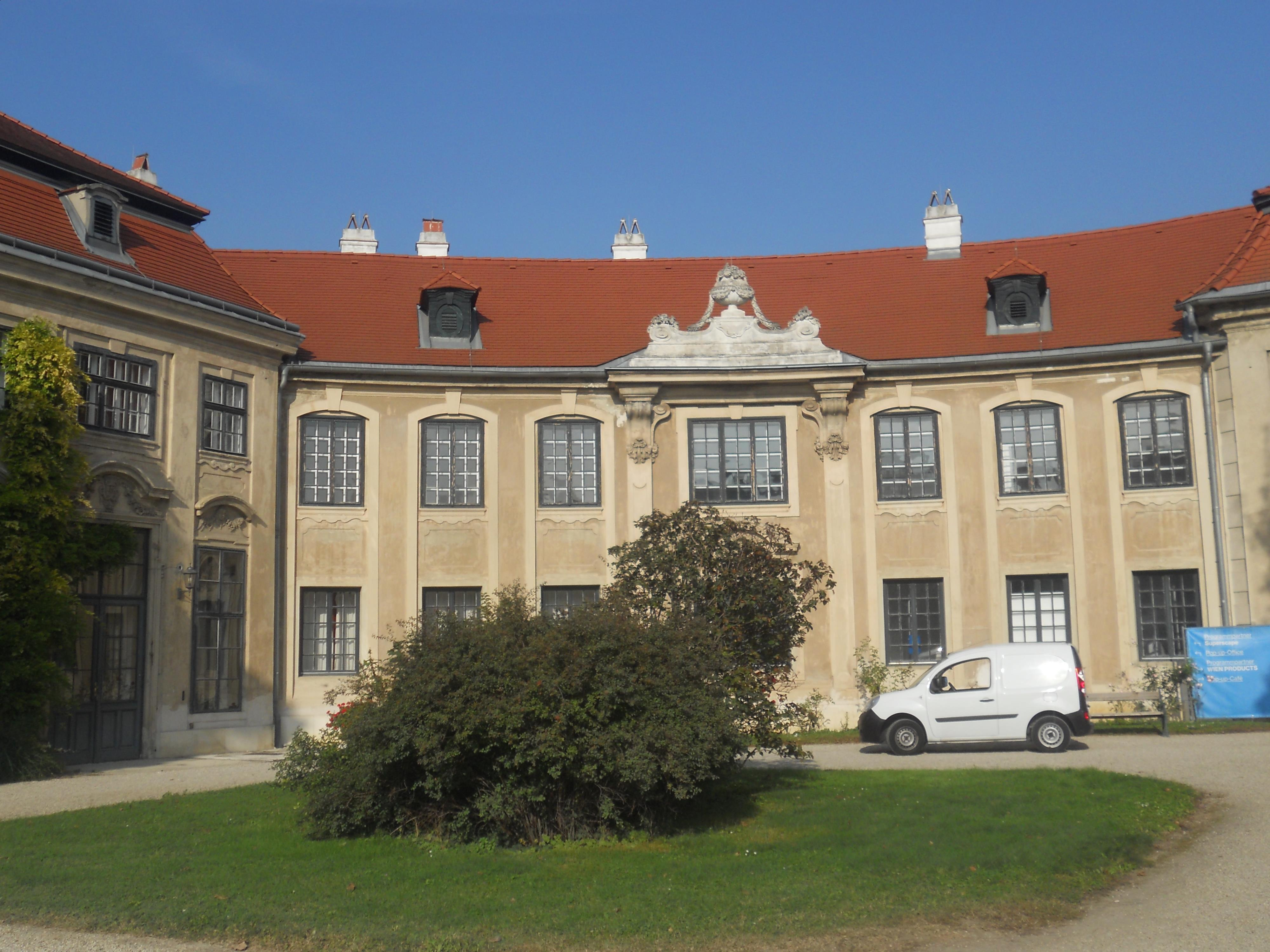
Nebentrakt des Palais Schwarzenberg (Hofseite)

### Nr. 4: ehemalige Stallungen des Belvedere
An den Rennweg grenzt ein fünfachsiges, in den Hof vorspringendes Stöckl mit Walmdach und fünf hohen Rundbogentoren.

### Nr. 5a: Gardekirche
Ursprünglich die Kirche des kaiserlichen Hofspitals und später der Leibgardekaserne, wurde sie von Nikolaus Pacassi 1754–1763 in klassizistischem Stil als freistehender Zentralbau errichtet und gilt als eines seiner Hauptwerke. Die Innenausstattung ist im Stil des höfischen Rokoko gehalten. 1898 erfolgte eine Renovierung und Aufstockung durch Richard Jordan.
Ein Denkmal erinnert an die drei Besuche von Papst Johannes Paul II. in Österreich.

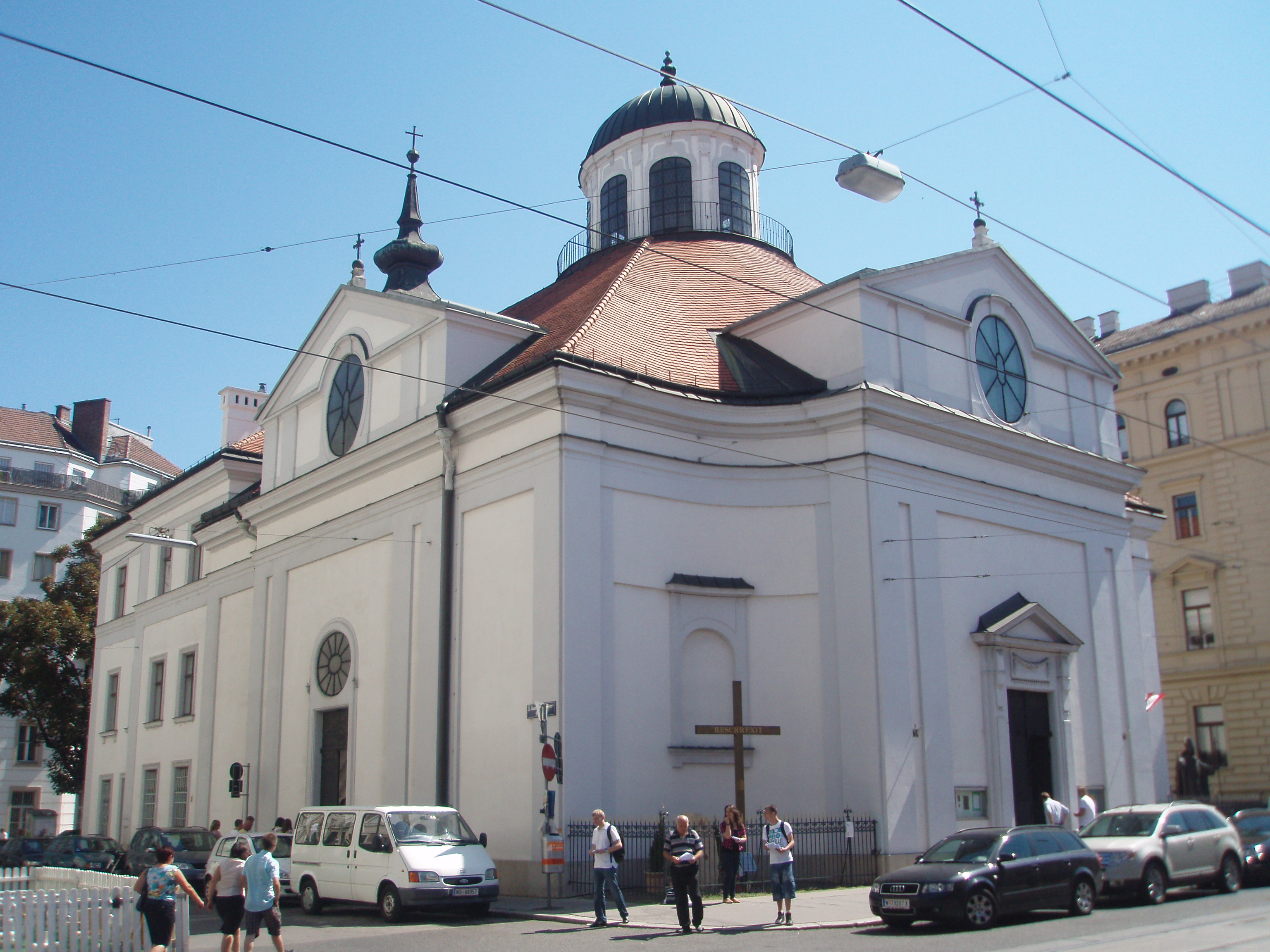
Gardekirche
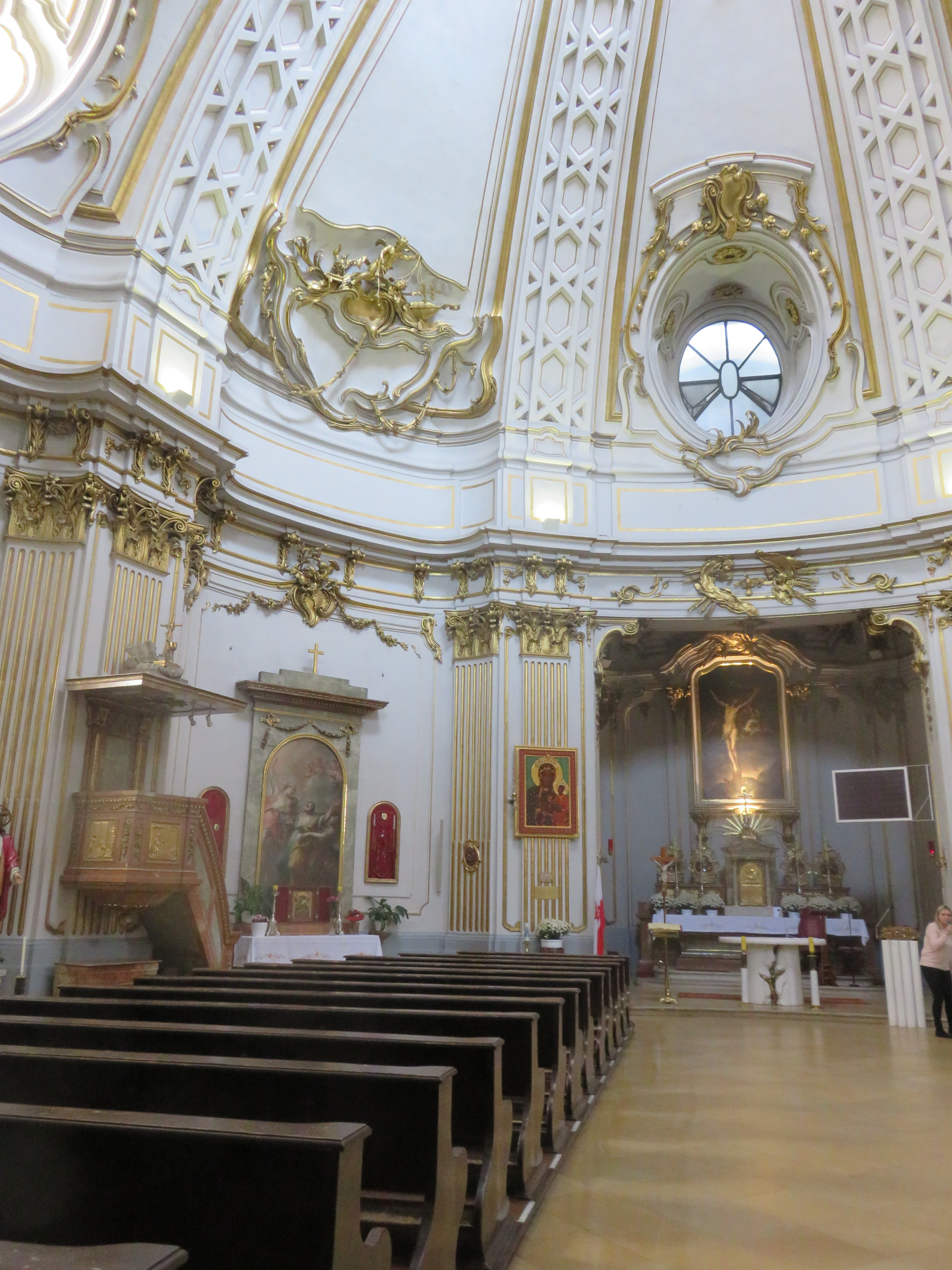
Innenraum
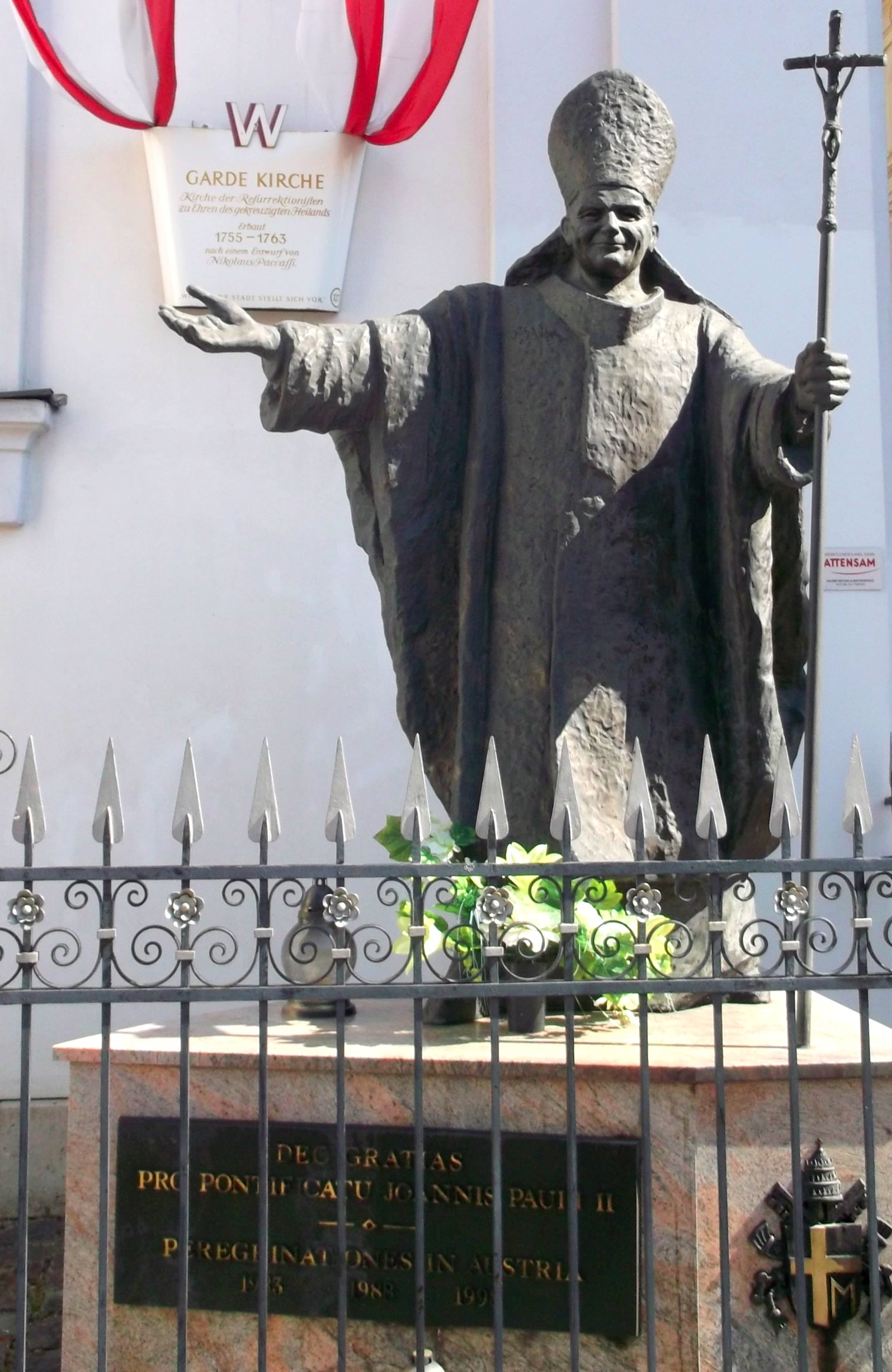
Denkmal für Johannes Paul II.

### Nr. 6: Unteres Belvedere
Zum Rennweg hin befindet sich das Portal zum Unteren Belvedere. Etwas links davon führt ein Durchgang zum Belvederegarten. In diesem befindet sich in Sekundäraufstellung eine Statue Krönung des Heiligen Johannes Nepomuk, die Johann Jakob Schoy zugeschrieben wird, die von gleichfalls aus der ersten Hälfte des 18. Jahrhunderts stammenden Statuen Bacchus und Flora flankiert wird. Im selben Durchgang gegenüber sind zwei Atlantenfiguren vorhanden.

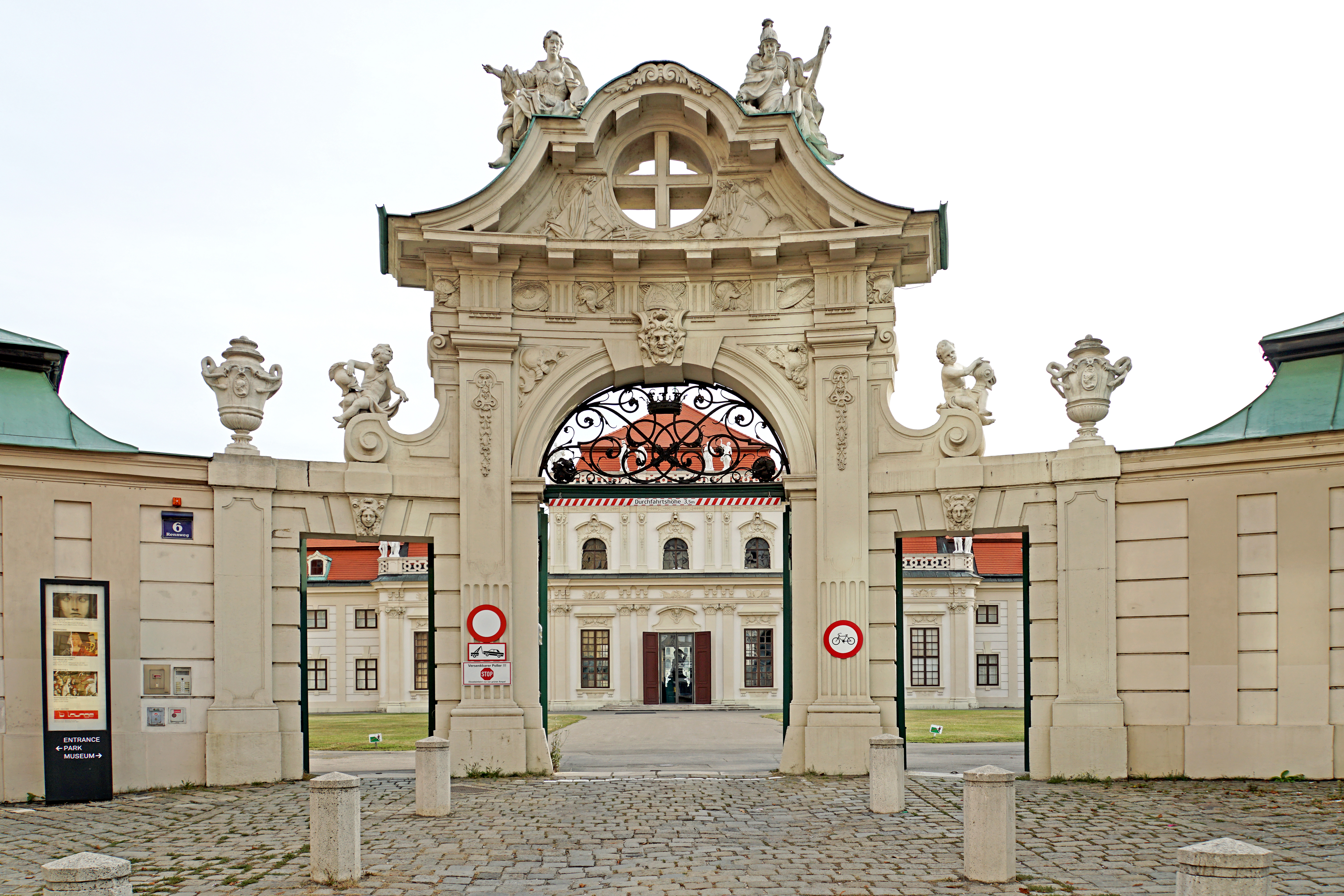
Portal des Unteren Belvedere

### Nr. 8–10: Salesianerinnenkirche und -kloster
Das Salesianerinnenkloster Wien wurde von Wilhelmine Amalie, der Witwe Kaiser Josephs I., gestiftet. Die rechteckige Klosteranlage wurde vom Architekten Donato Felice d’Allio geplant und 1728 vollendet. In der Mitte befindet sich die Kirche, ein längsovaler Zentralbau mit einer hohen, weithin sichtbaren Kuppel. Sie wurde am 13. Mai 1719 eingeweiht. Das Deckengemälde „Mariä Himmelfahrt“ stammt von Giovanni Antonio Pellegrini. Die Klosteranlage besteht aus acht Höfen, die beiden südlichen zum Belvedere hin gelegenen bilden den „Kaiserinnentrakt“, der Wilhelmine Amalie als Wohnung diente.
Im Gebäude befindet sich eine Außenstelle der Universität für Musik und darstellende Kunst Wien.

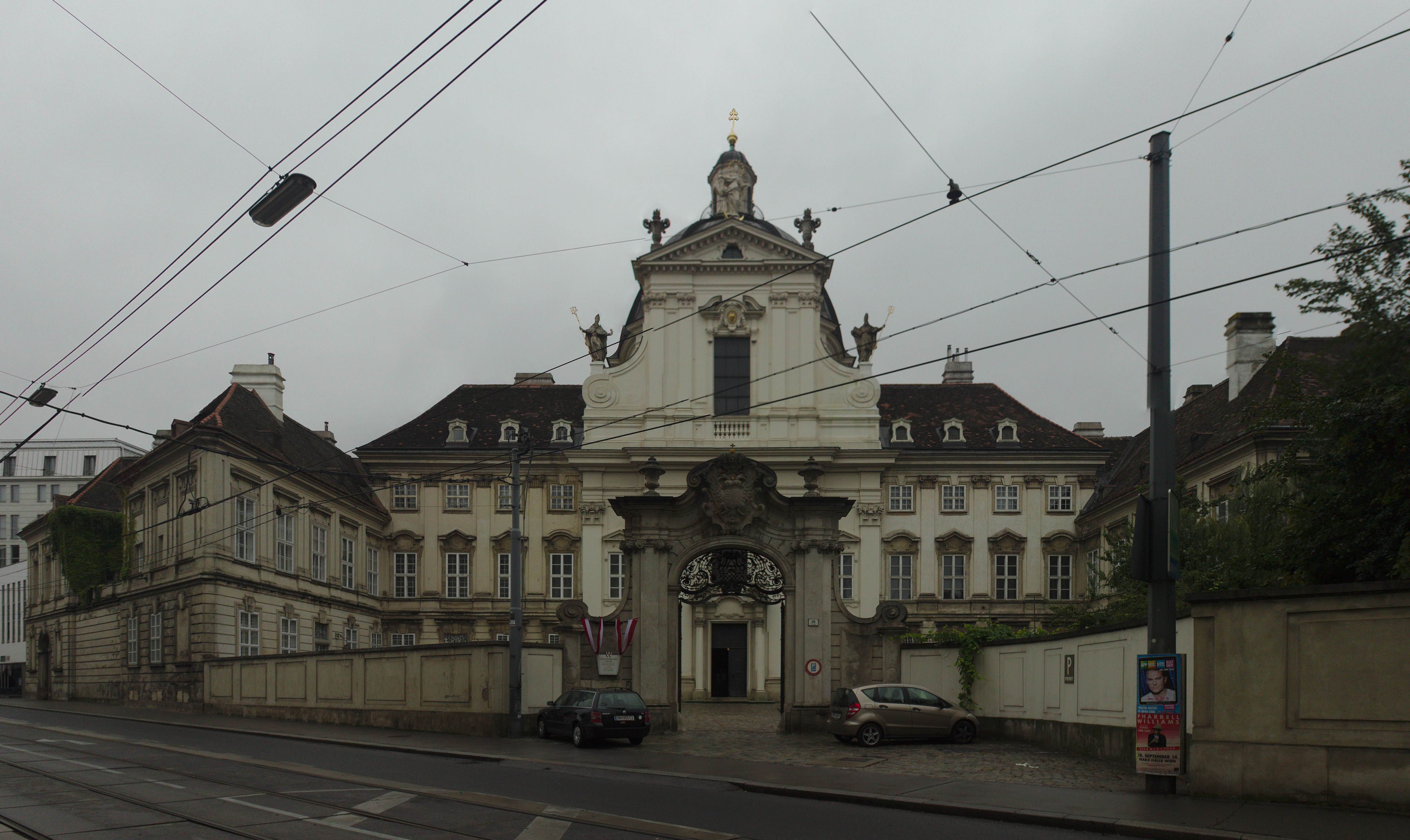
Kirche und Kloster
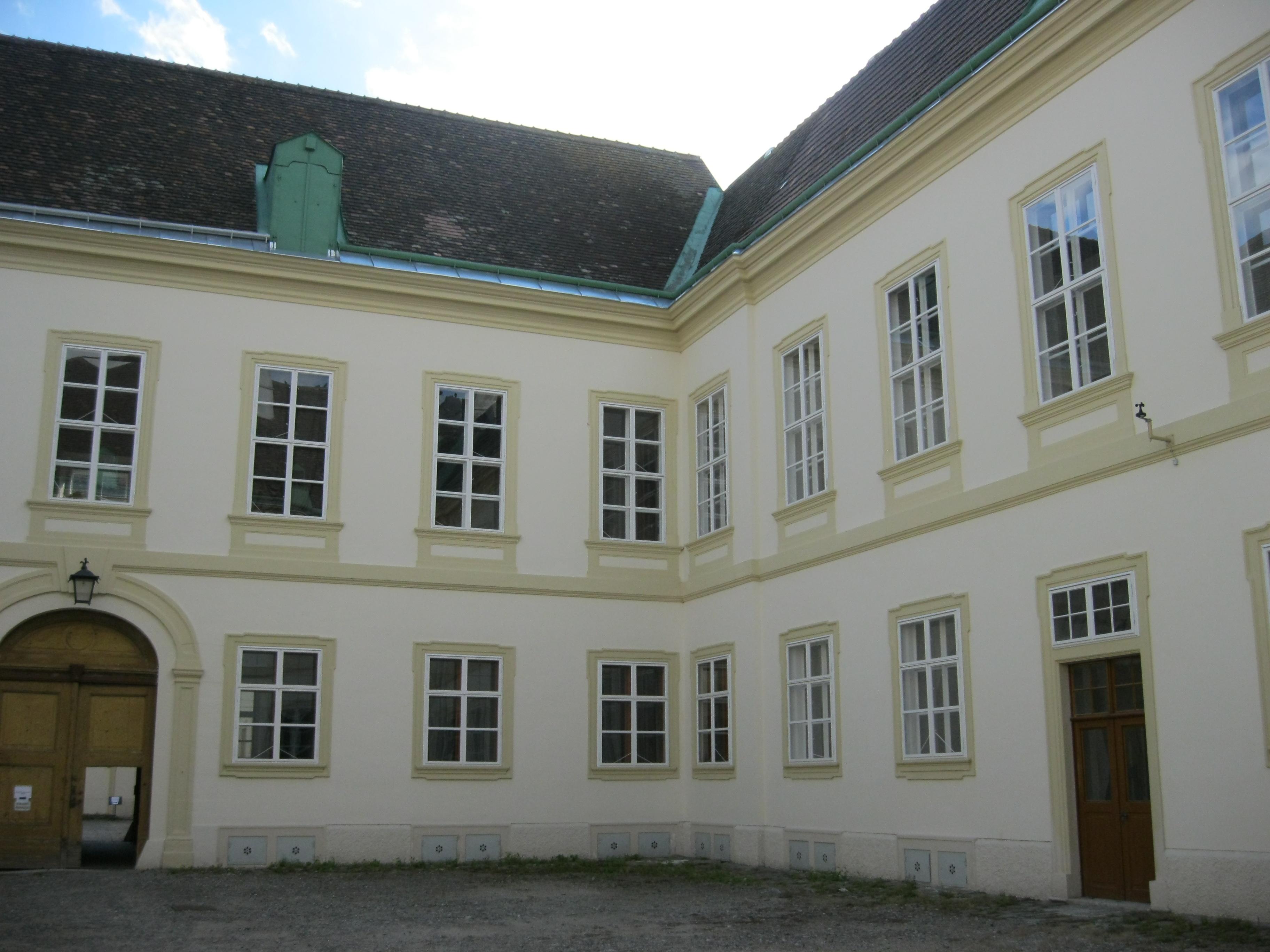
Kaiserinnentrakt
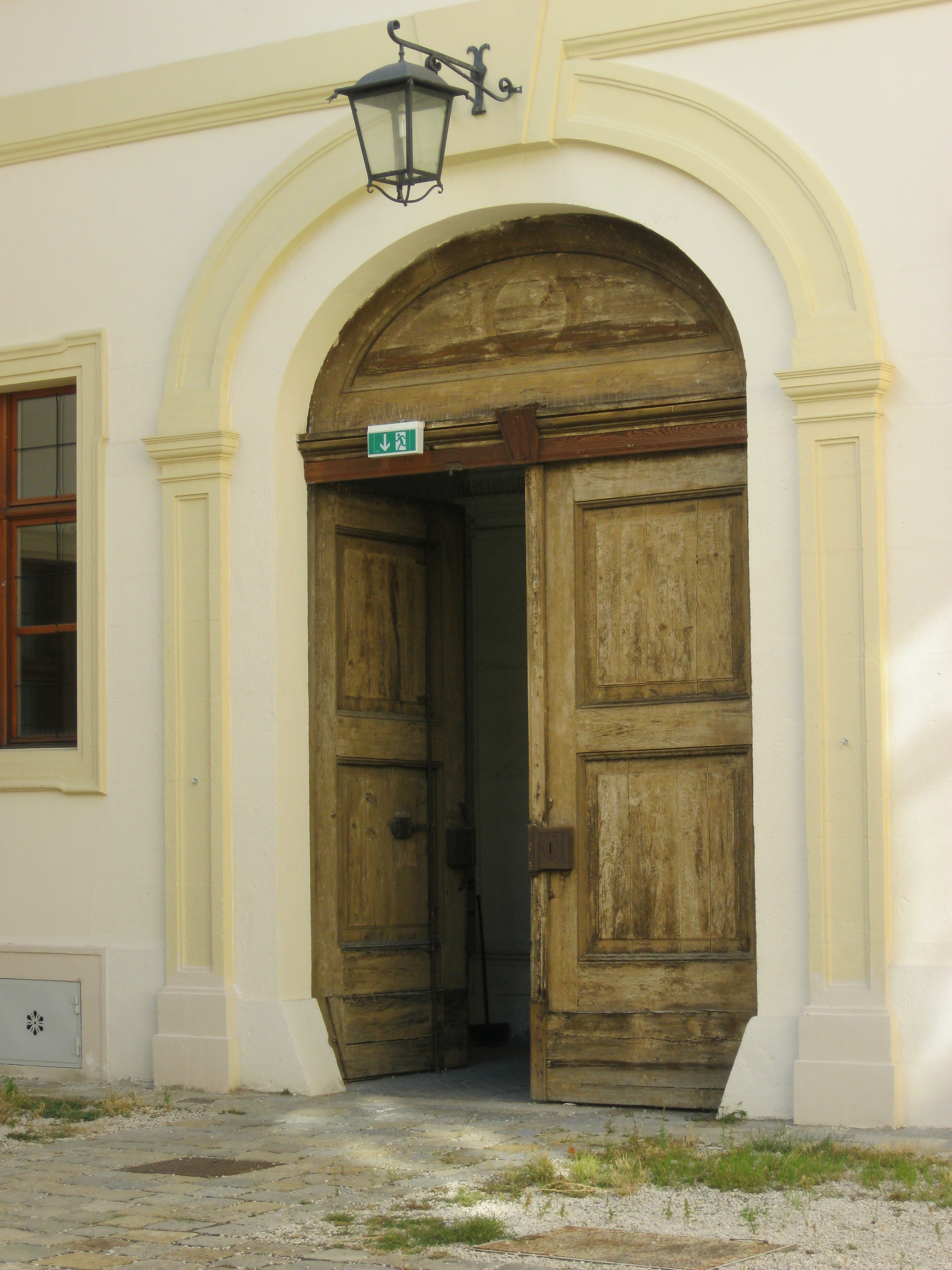
Kaiserinnentrakt
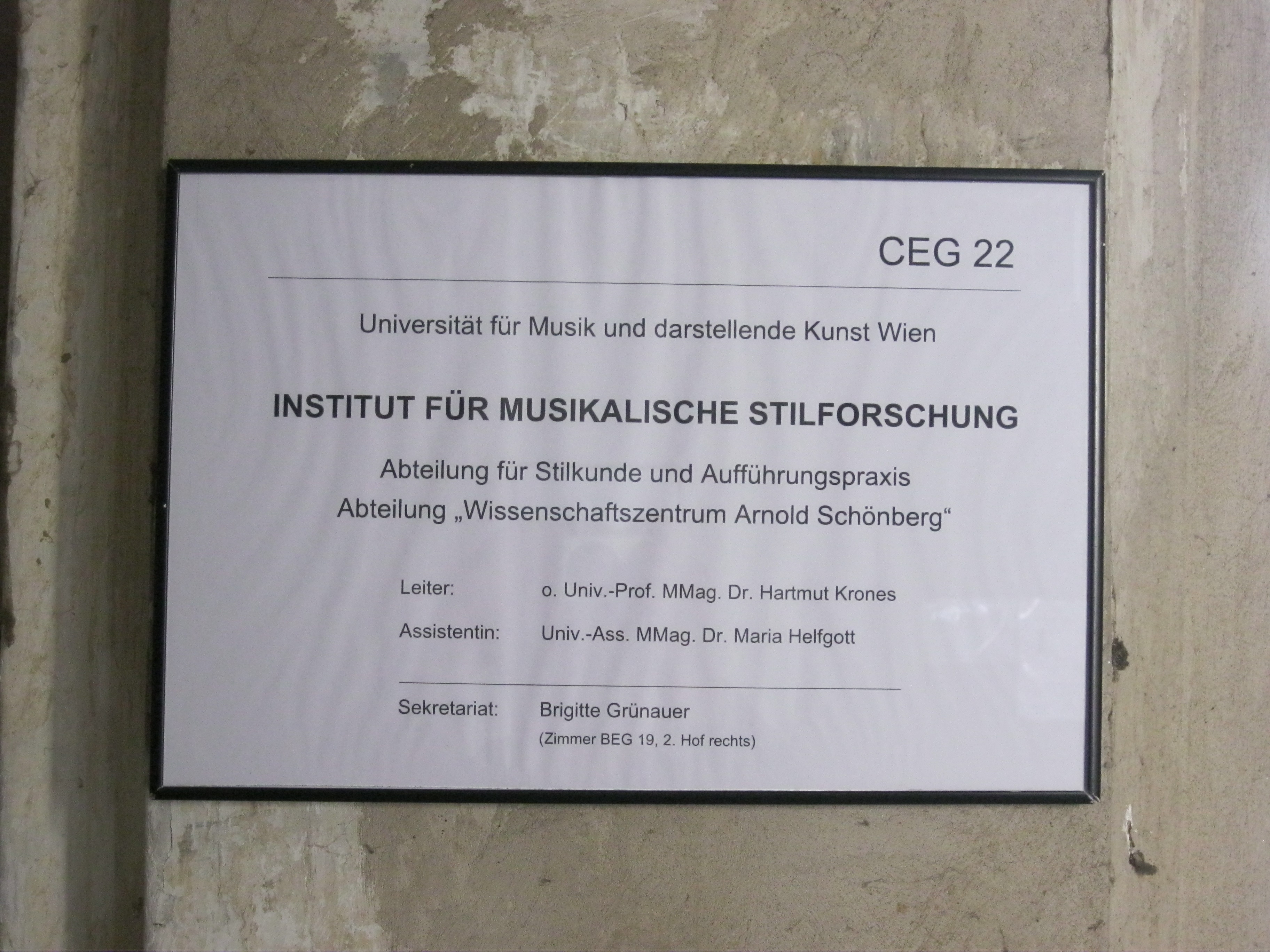
Türschild der Musikuniversität

### Nr. 12A: Kunstabteilungen der Österreichischen Staatsdruckerei
Die Kunstabeilungen der Österreichischen Staatsdruckerei waren in einem 1907/08 durch Alfred Kern errichteten Gebäude untergebracht. Die in neoklassizistischen Formen gestaltete Fassade ist durch Rahmen und Riesenlisenen gegliedert, jede vierte Achse ist in Art von Pylonen überhöht, mit dem Staatswappen in Form eines Reliefs dekoriert und endet in Gitterkronenaufsätzen.
Die auf dem Nachbargrundstück Nr. 14 stehende so genannte Mozart-Platane ist ein Naturdenkmal.

### Nr. 16: Zentralgebäude der Österreichischen Staatsdruckerei
Der große ärarische Baublock mit repräsentativer Fassade entstand 1886–1892 nach Plänen von Carl Köchlin und Johann Radinger.

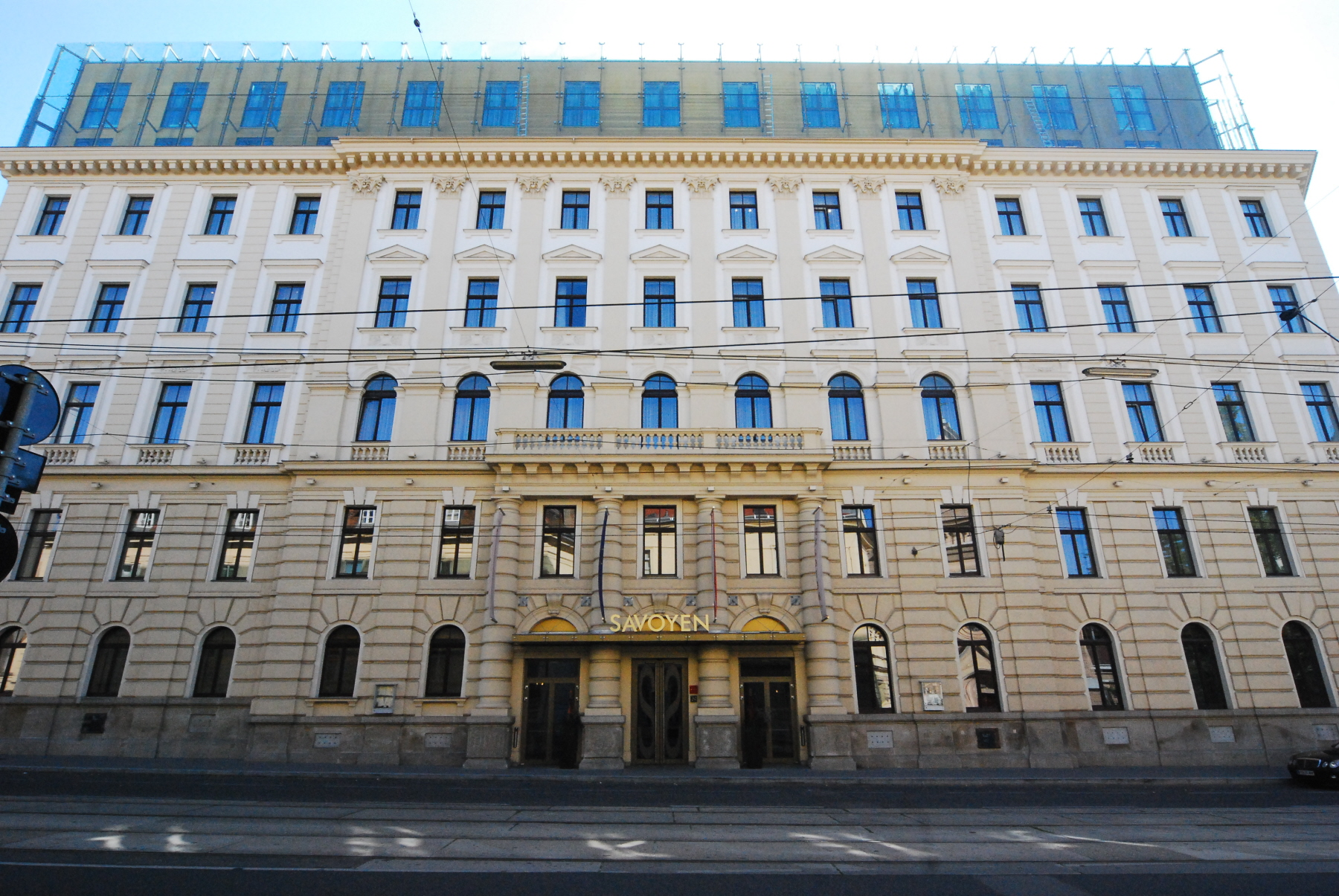
Nr. 16: Ehemalige Staatsdruckerei, jetzt Hotel
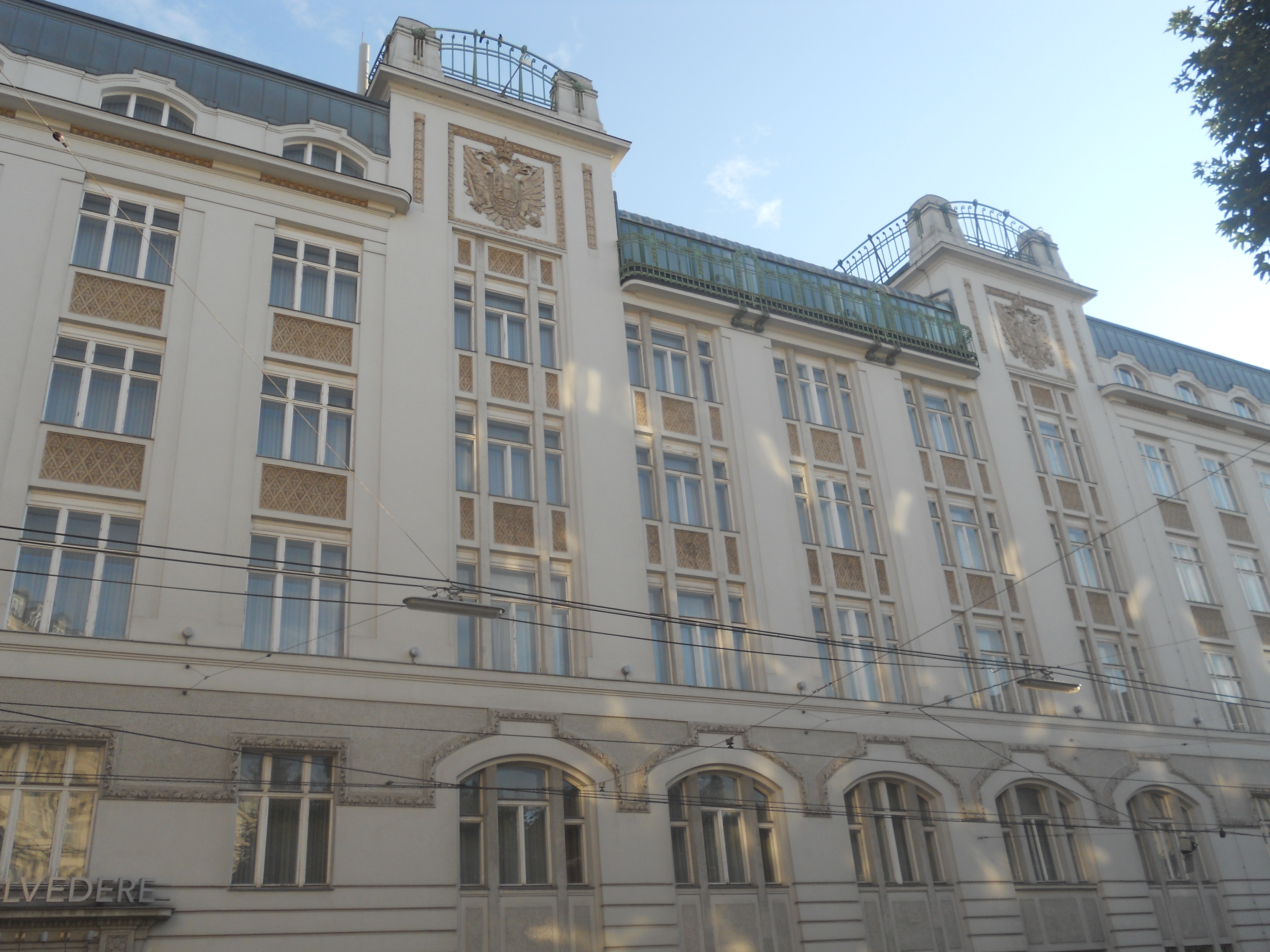
Nr. 12A: Ehemalige Kunstabteilungen der Staatsdruckerei, heute Hotel
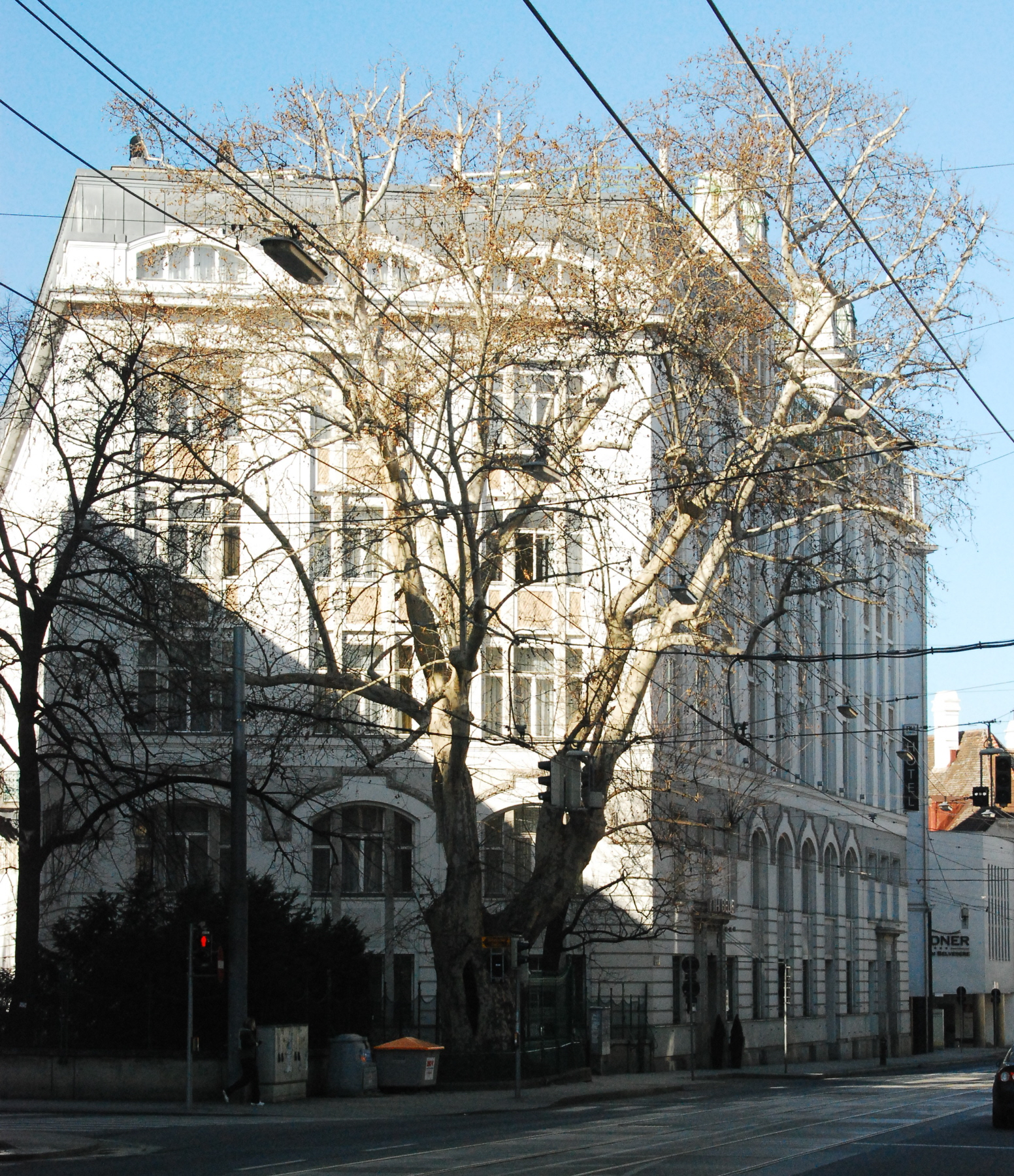
Mozartplatane

### Nr. 25: Nigerianische Botschaft
Die Nigerianische Botschaft residiert in einem 1891 errichteten dreigeschoßigen Mietpalais mit überkuppeltem Eckturm, reichem barockisierendem Dekor und kleinteiliger Fensterversprossung. Architekten waren Amand Louis Bauqué und Albert Emilio Pio.

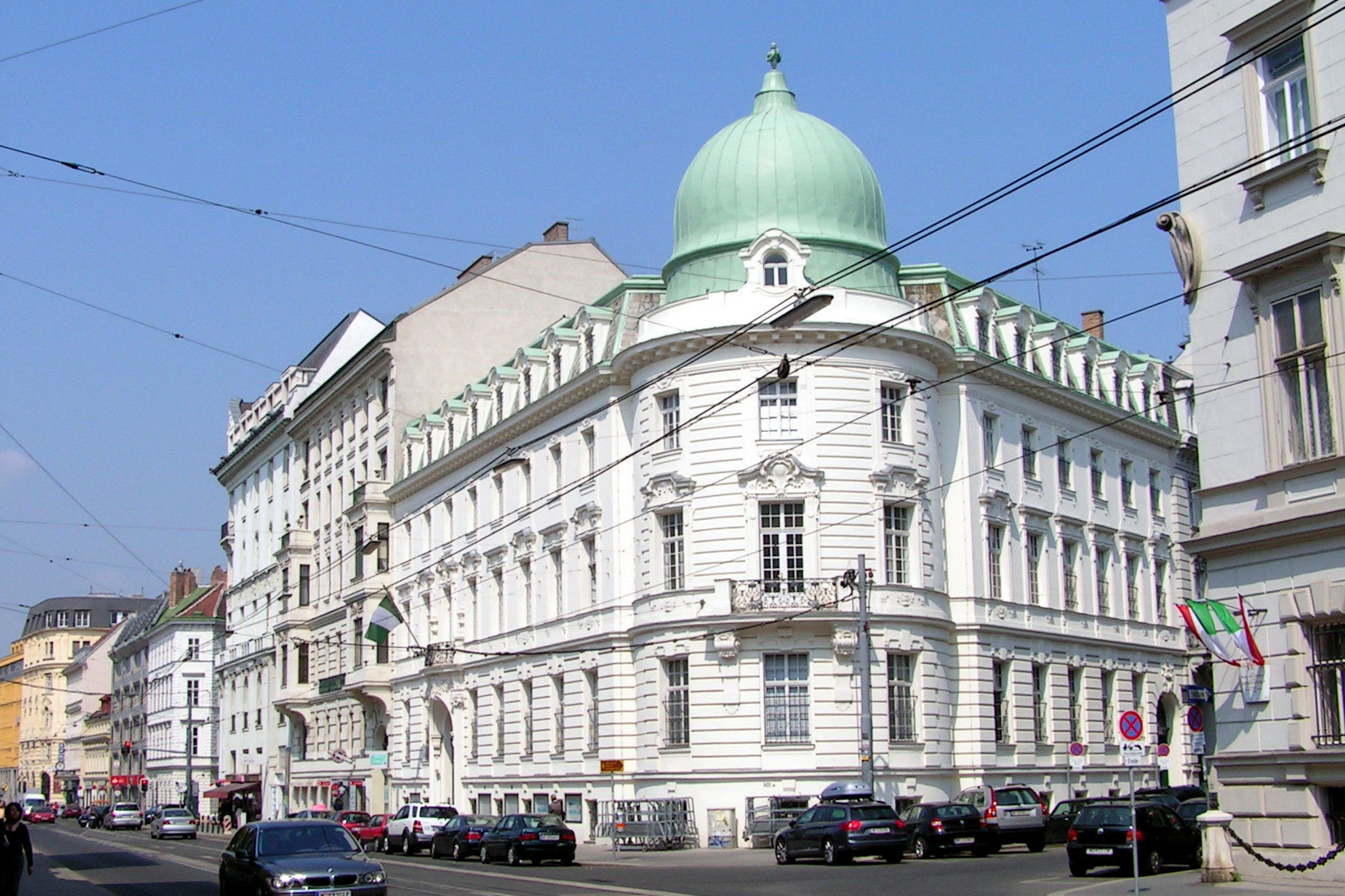
Nigerianische Botschaft

### Nr. 27: Italienische Botschaft (ehemals Palais Metternich)
Das frühhistoristische Palais ist heute Sitz der Italienischen Botschaft. Das Gebäude wurde 1815 errichtet und von Klemens Wenzel Lothar von Metternich mit dem Grundstück erworben. Erweiterungen erfolgten ab 1835 nach Plänen von Peter von Nobile sowie von 1846 bis 1848 durch Johann Romano von Ringe und August Schwendenwein von Lanauberg. Das Gebäude wurde 1848 bei der Vertreibung Metternichs geplündert. Die italienische Regierung erwarb es 1908.

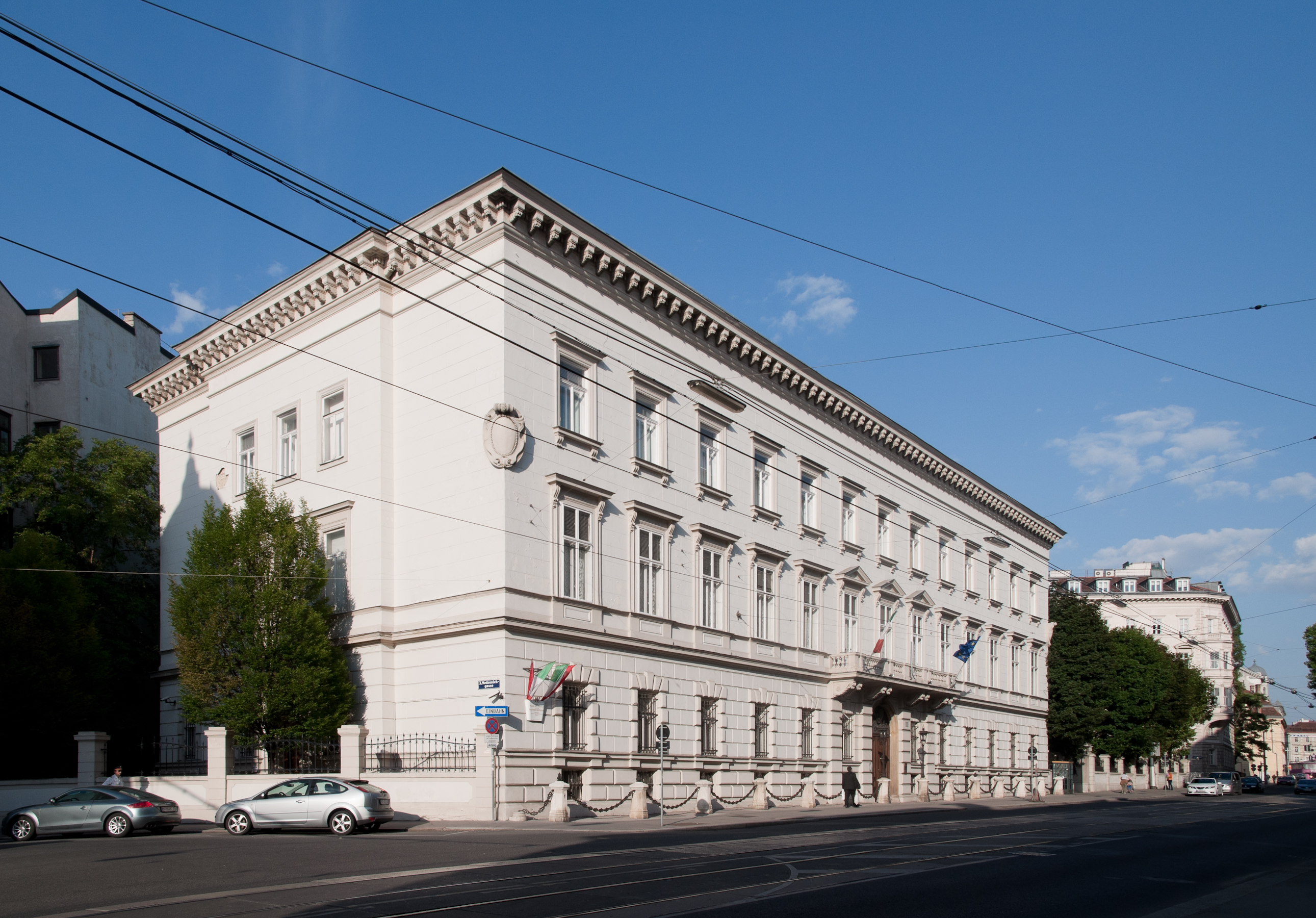
Ehemaliges Palais Metternich, jetzt Italienische Botschaft

### Nr. 31: Klosterkirche Sacré Cœur
Die einschiffige Kirche mit hoher Giebelfassade wurde 1875–77 durch Ferdinand Zehengruber erbaut. Rechts anschließend befinden sich die Kloster- und Schulgebäude der Sacré-Cœur-Kongregation und des Gymnasiums Sacré-Cœur, erbaut 1872–93.

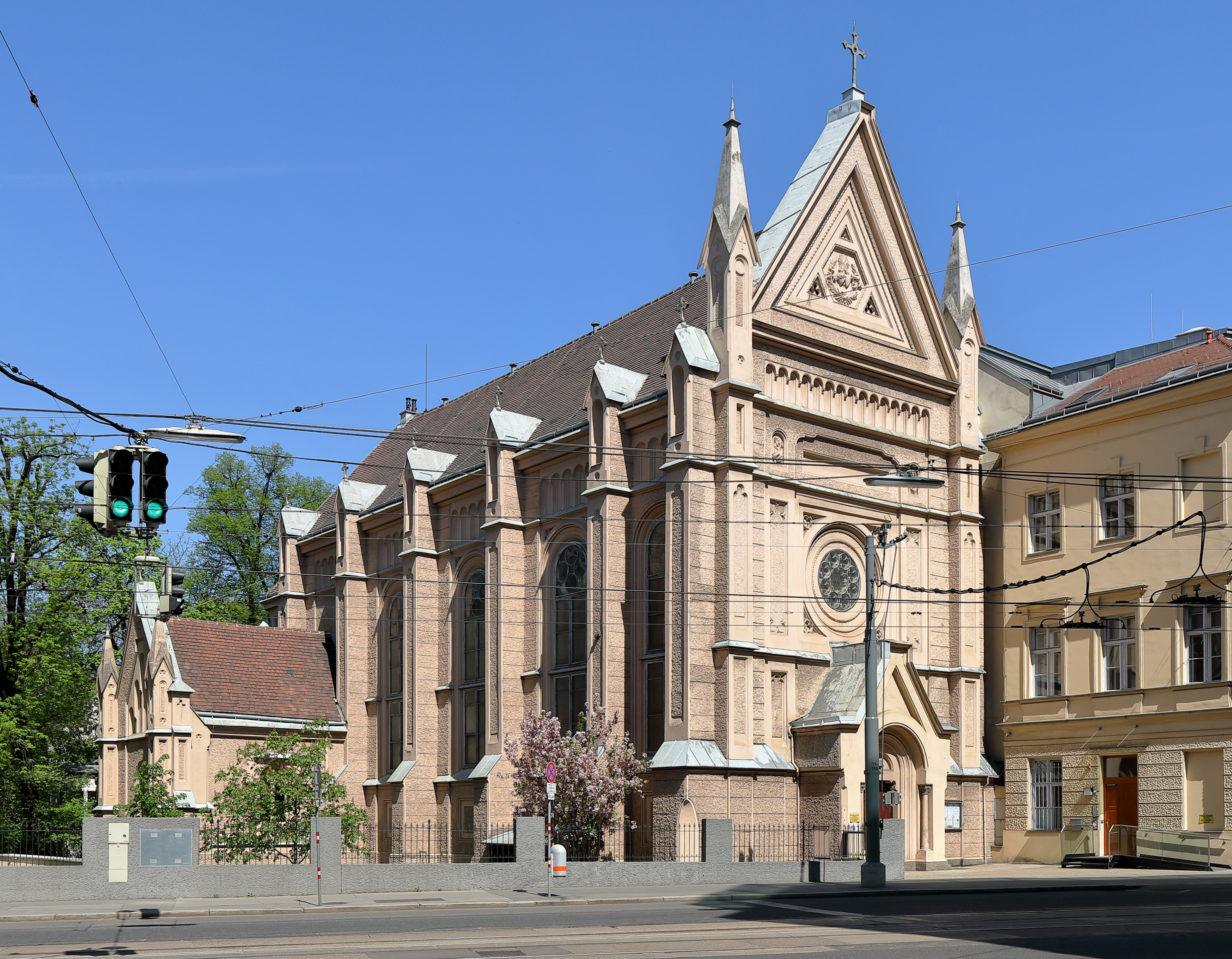
Klosterkirche Sacré Cœur
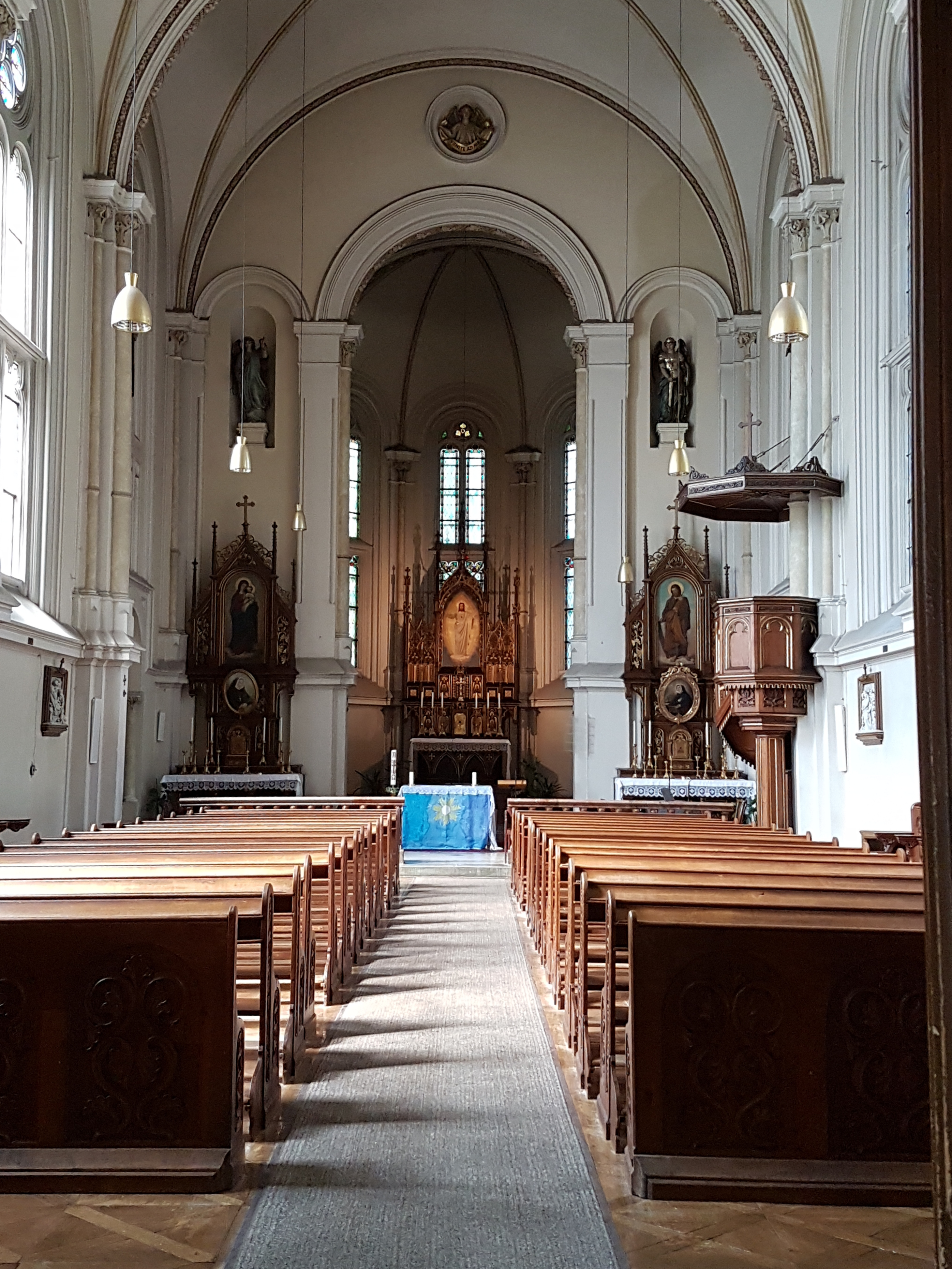
Innenraum
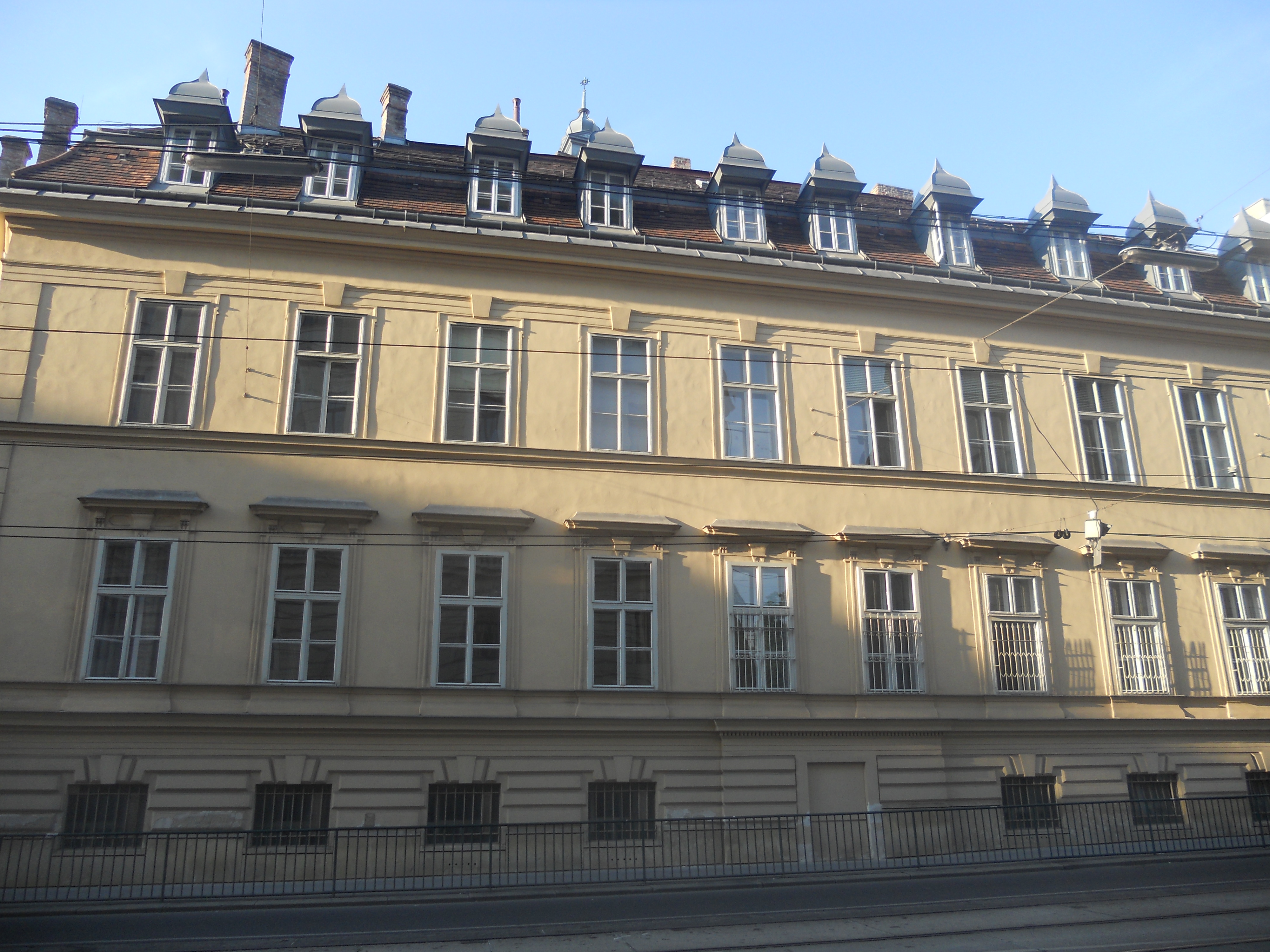
Institut Sacré Cœur

### Nr. 56: Biedermeier-Vorstadthaus
Das denkmalgeschützte Gebäude wurde 1804 durch Josef Adelpodinger errichtet.

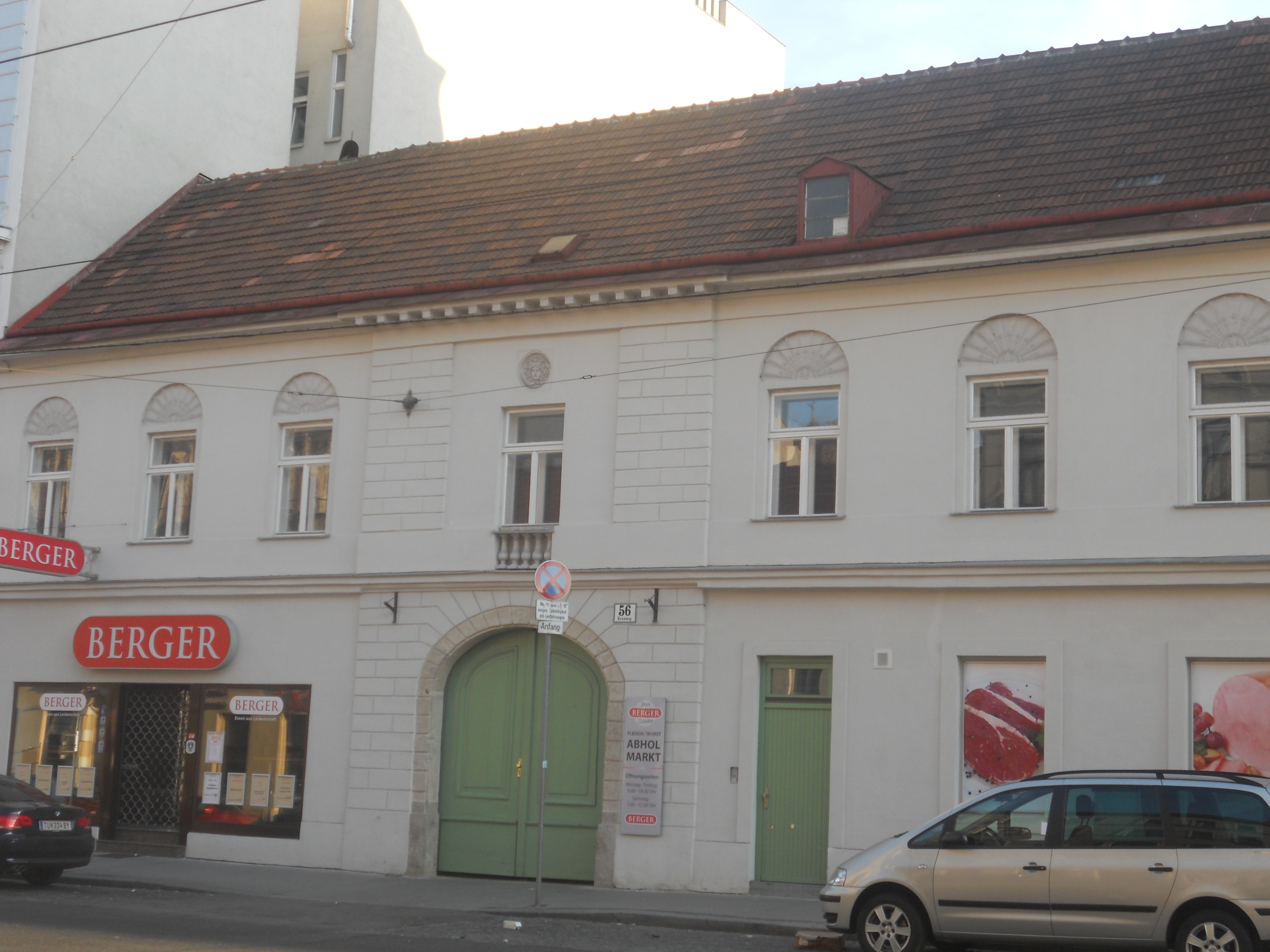
Nr. 56

### Nr. 57: Biedermeier-Vorstadthaus
Baumeister des 1824 erbauten Hauses war Peter Gerl senior. Es wurde 2014 durch einen Neubau ersetzt. 

### Nr. 63: Erlöserkirche
Die Kirche wurde 1834–1836 zusammen mit dem Kloster der Redemptoristinnen nach Plänen des Architekten Anton Hoppe erbaut.

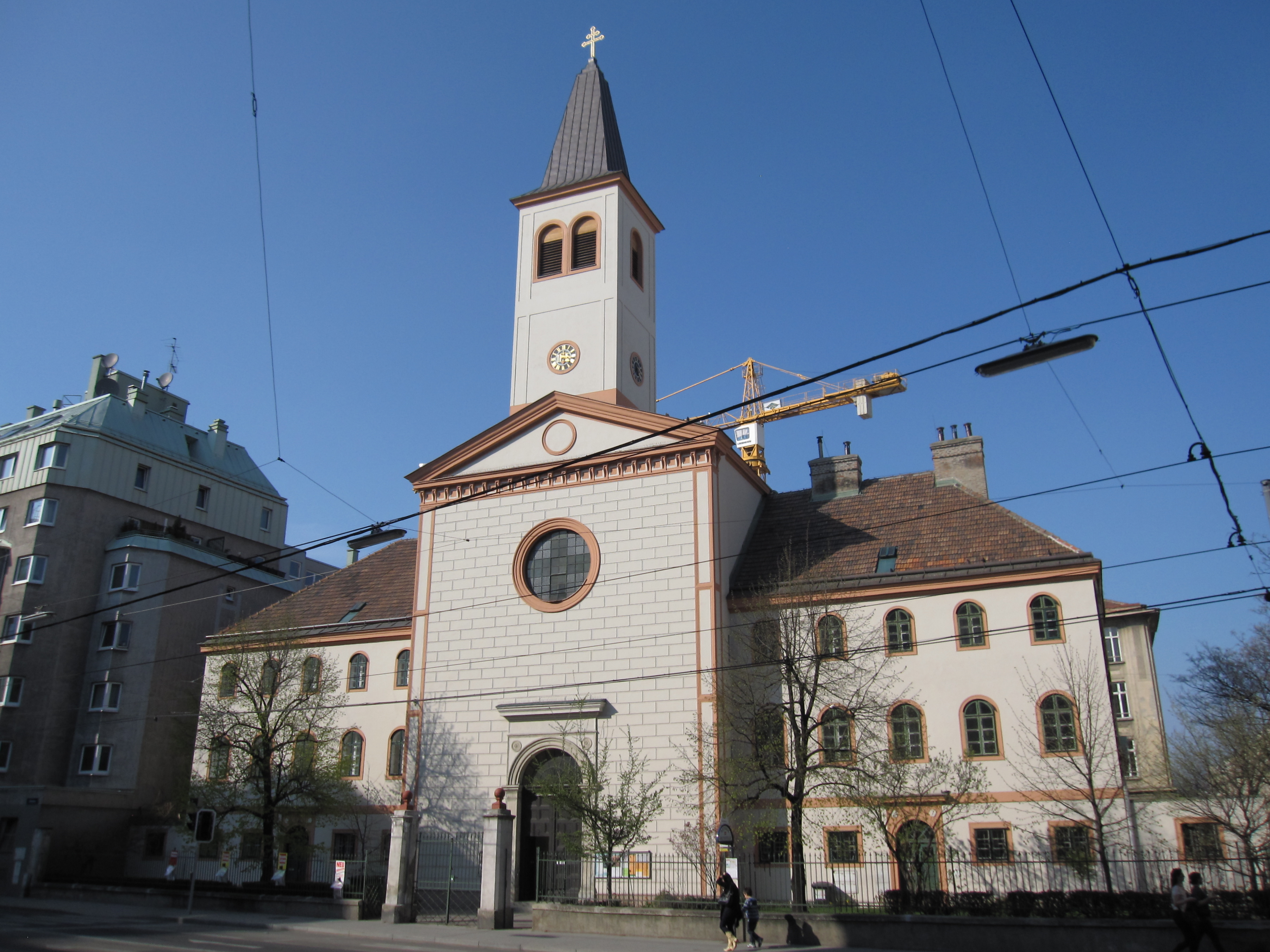
Erlöserkirche und Redemptoristinnenkloster
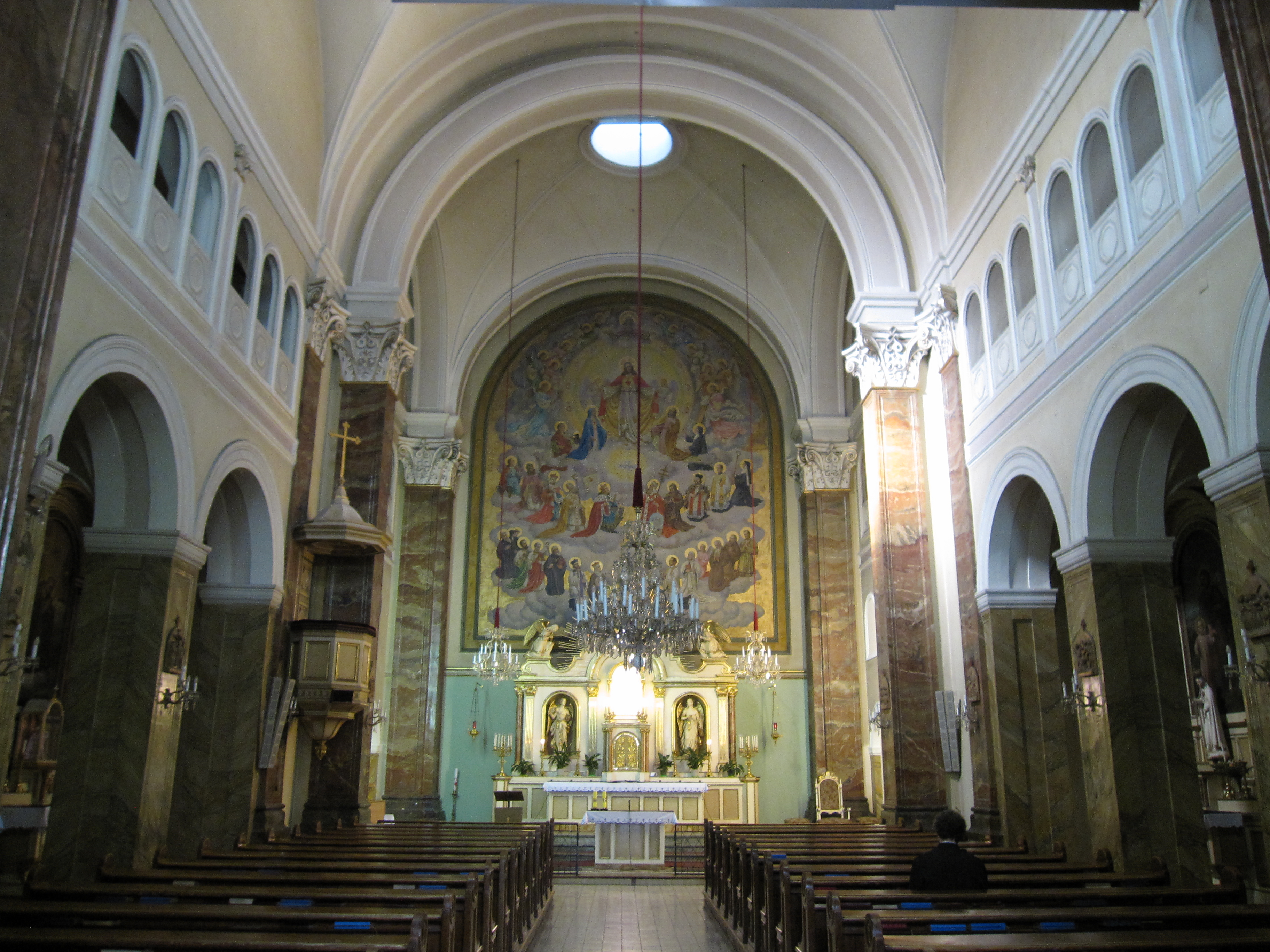
Innenraum

### Nr. 89–93: Waisenhaus am Rennweg, Rennwegkaserne
Ab 1745 entstand auf einem großen, bis zur Landstraßer Hauptstraße und zur Oberzellergasse reichenden Grundstück ein Waisenhaus, das auf einer Stiftung des Fabrikanten Johann Michael Kienmayer beruhte. Von 1767 bis 1771 wurde das Waisenhaus erweitert. Ab 1768 wurde die Waisenhauskirche Mariä Geburt errichtet und im Jahre 1770 geweiht. 1785 wurde das Waisenhaus auf den Alsergrund verlegt; die Gebäude wurden ab 1797 als Artilleriekaserne verwendet. Um 1854 wurde in einem Hof eine Winterreitschule nach Plänen der Architekten August Sicard von Sicardsburg und Eduard van der Nüll errichtet. Die historistischen Abschlussbauten zur Landstraßer Hauptstraße hin stammen aus der Zeit um 1880.
In Nr. 89A befindet sich die Höhere Technische Bundeslehranstalt Wien 3 Rennweg.

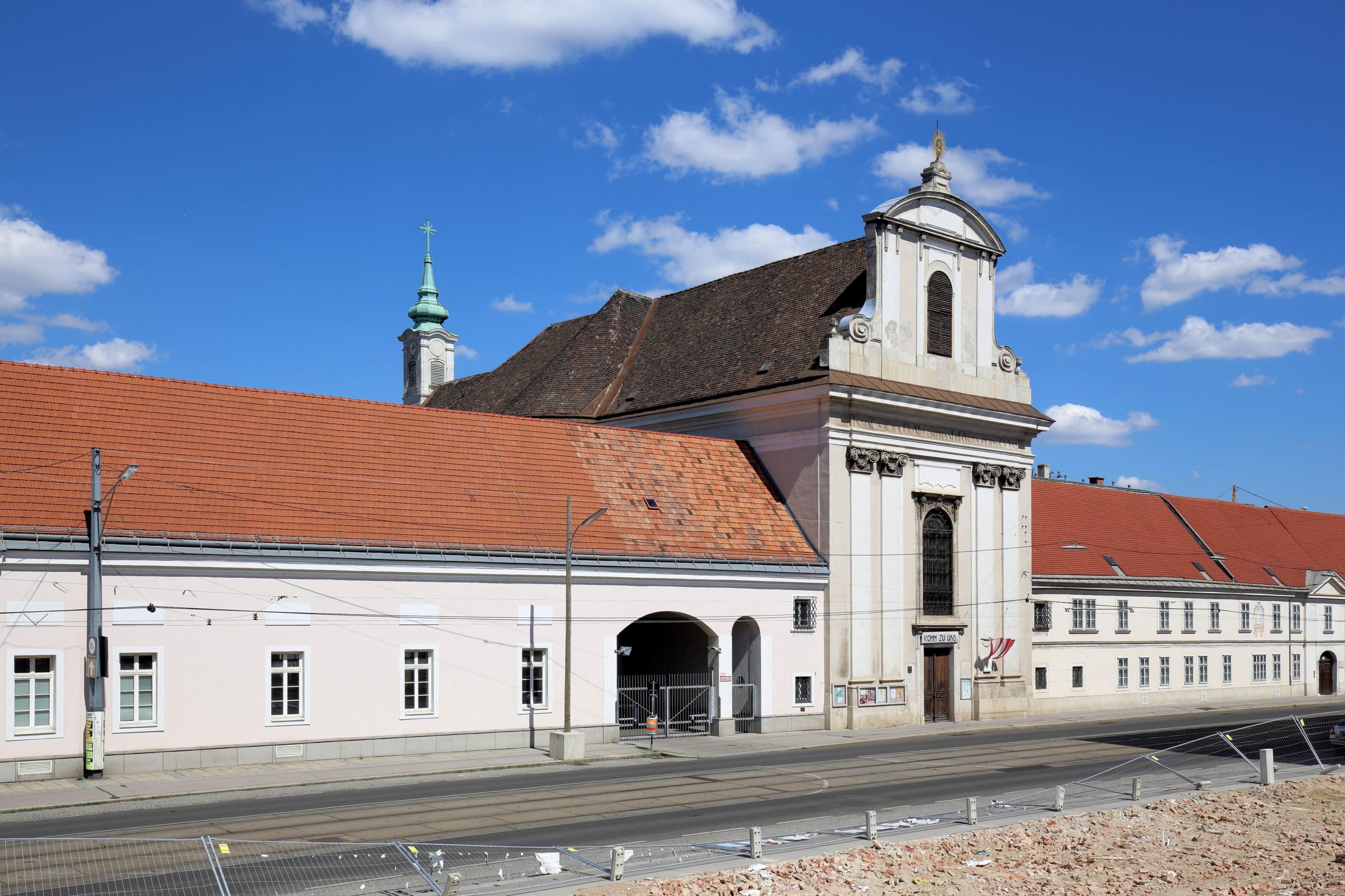
Ehemaliges Waisenhaus und Waisenhauskirche
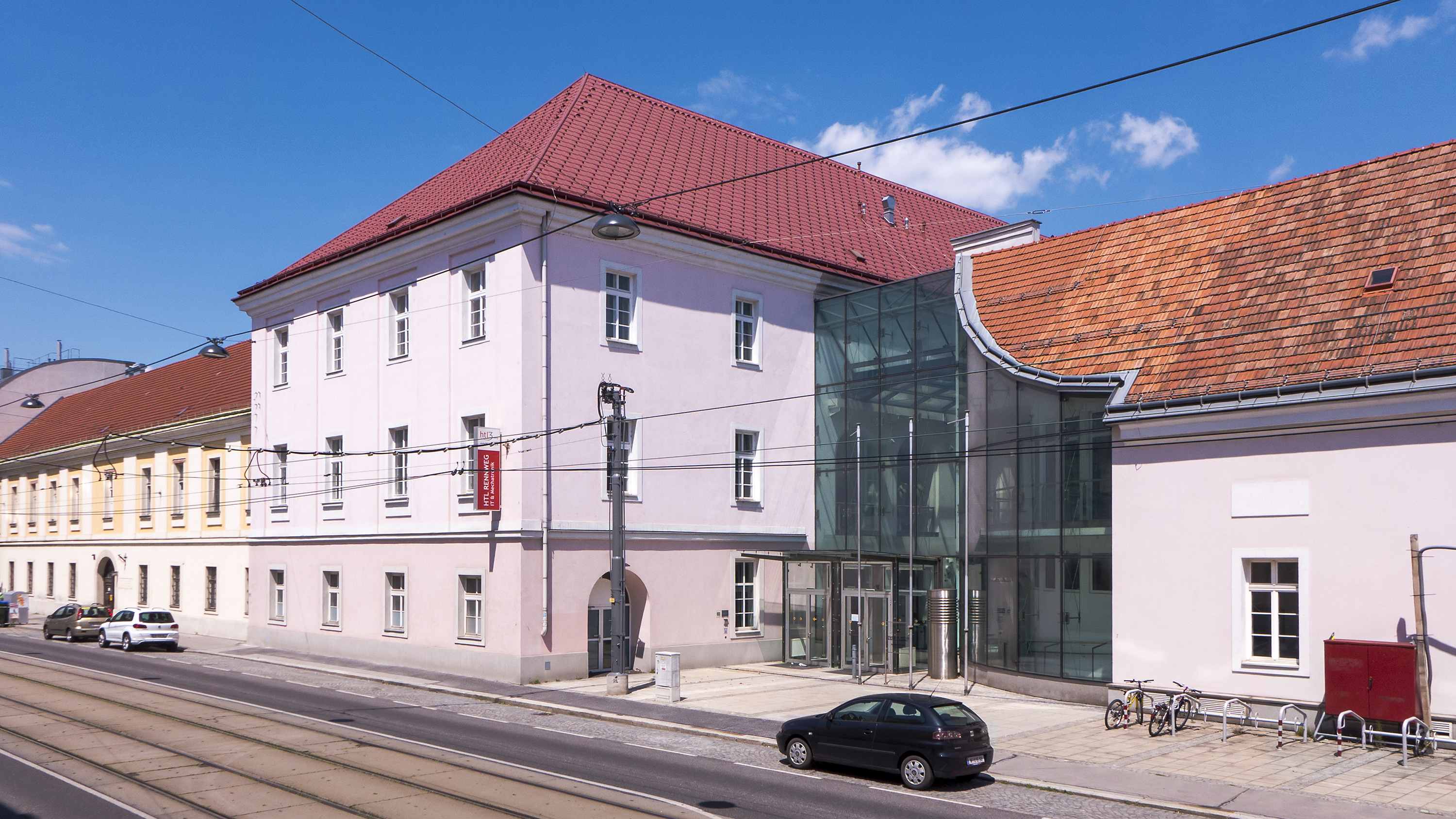
Nr. 89A: HTL Rennweg
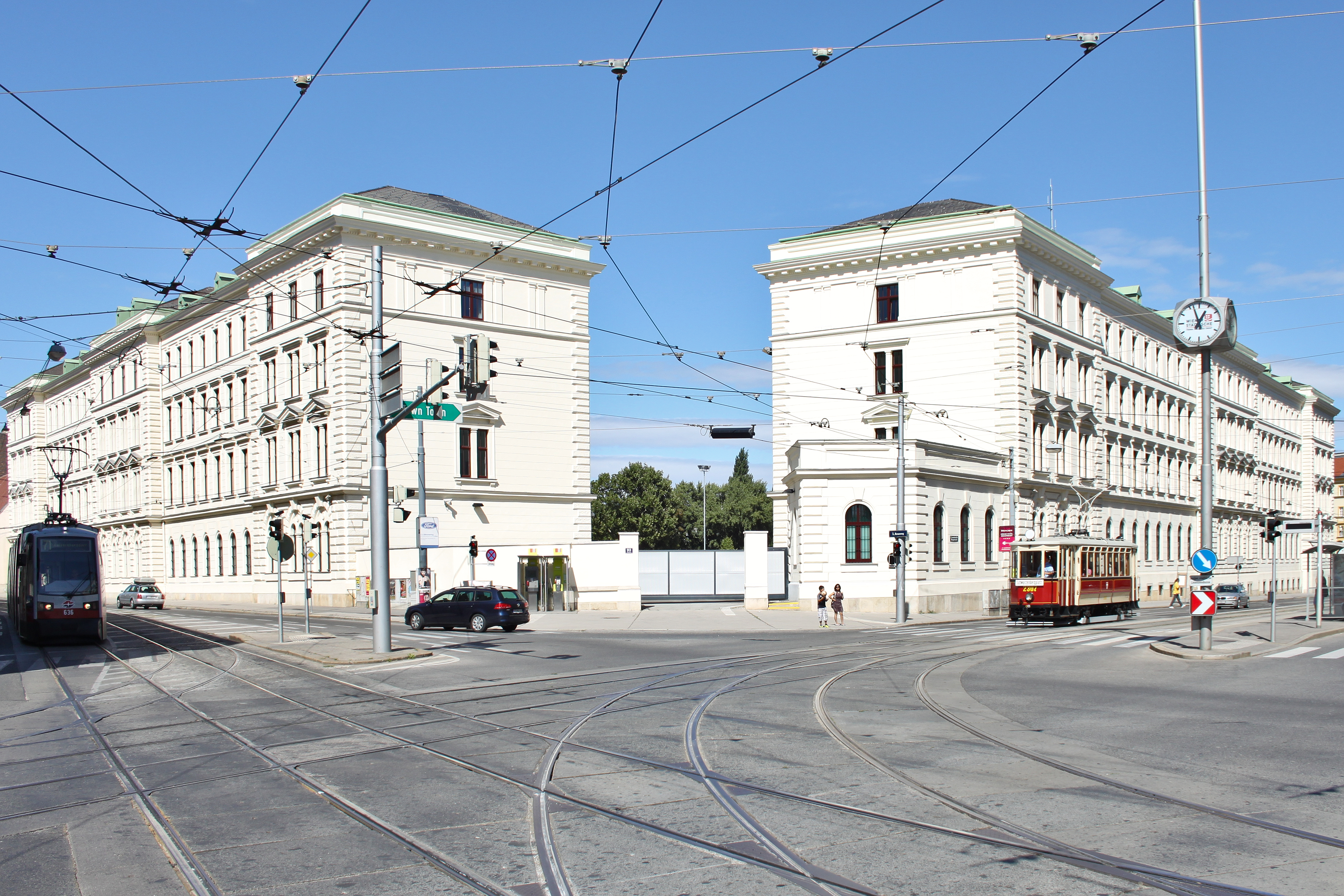
Ecktrakte Rennweg/Landstraßer Hauptstraße der Rennwegkaserne
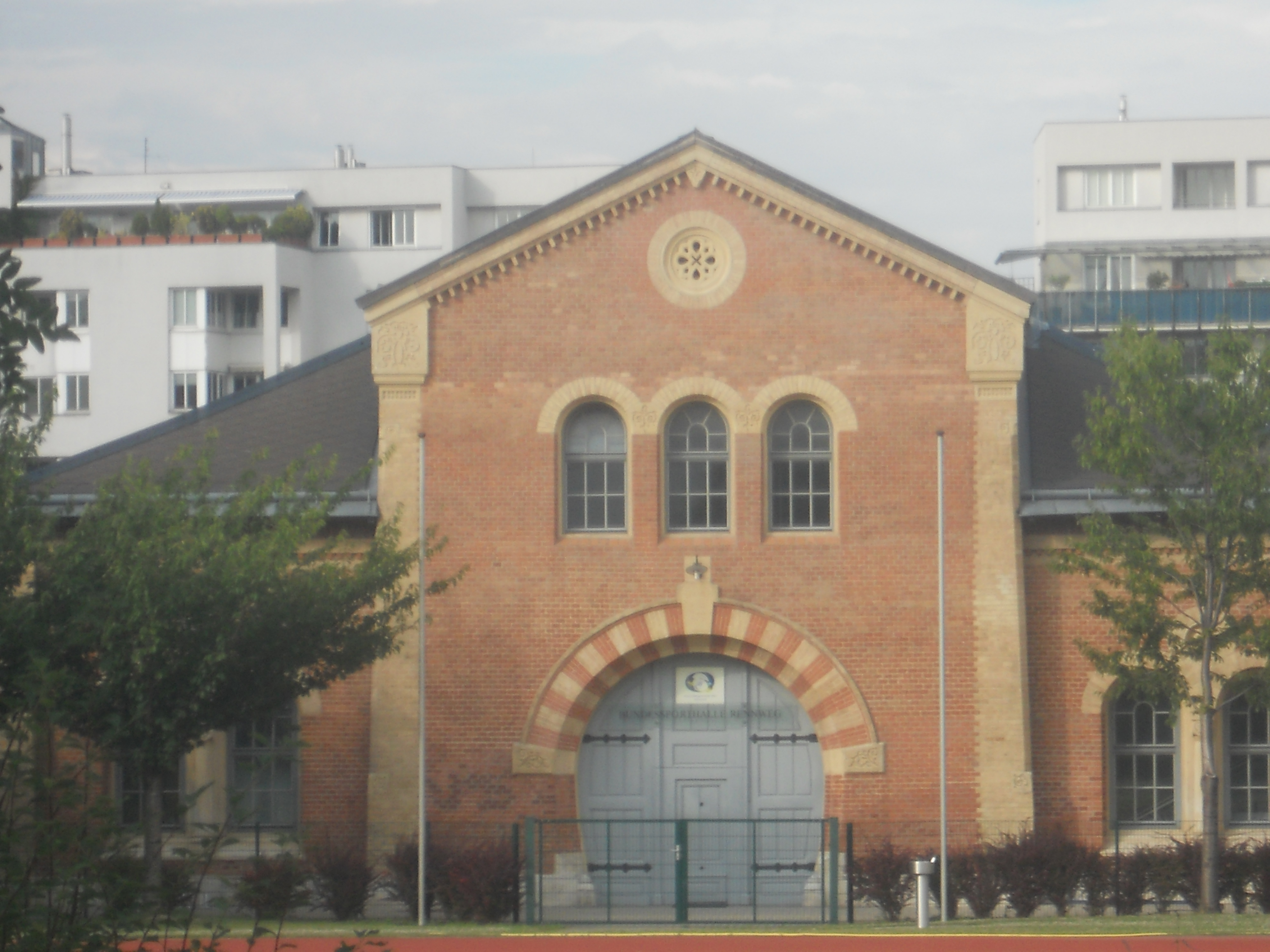
Reithalle der Kaserne

### Nr. 91: Waisenhauskirche
Die für das Waisenhaus erbaute frühjosephinische Saalkirche ist seit 1783 auch Pfarrkirche der Pfarre Rennweg.

### Nr. 97: T-Center
Ganz am Ende des Rennwegs befindet sich das 2002–2004 für die Deutsche Telekom errichtete futuristisch anmutende preisgekrönte Bürogebäude der Architekten Günther Domenig, Hermann Eisenköck und Herfried Peyker.

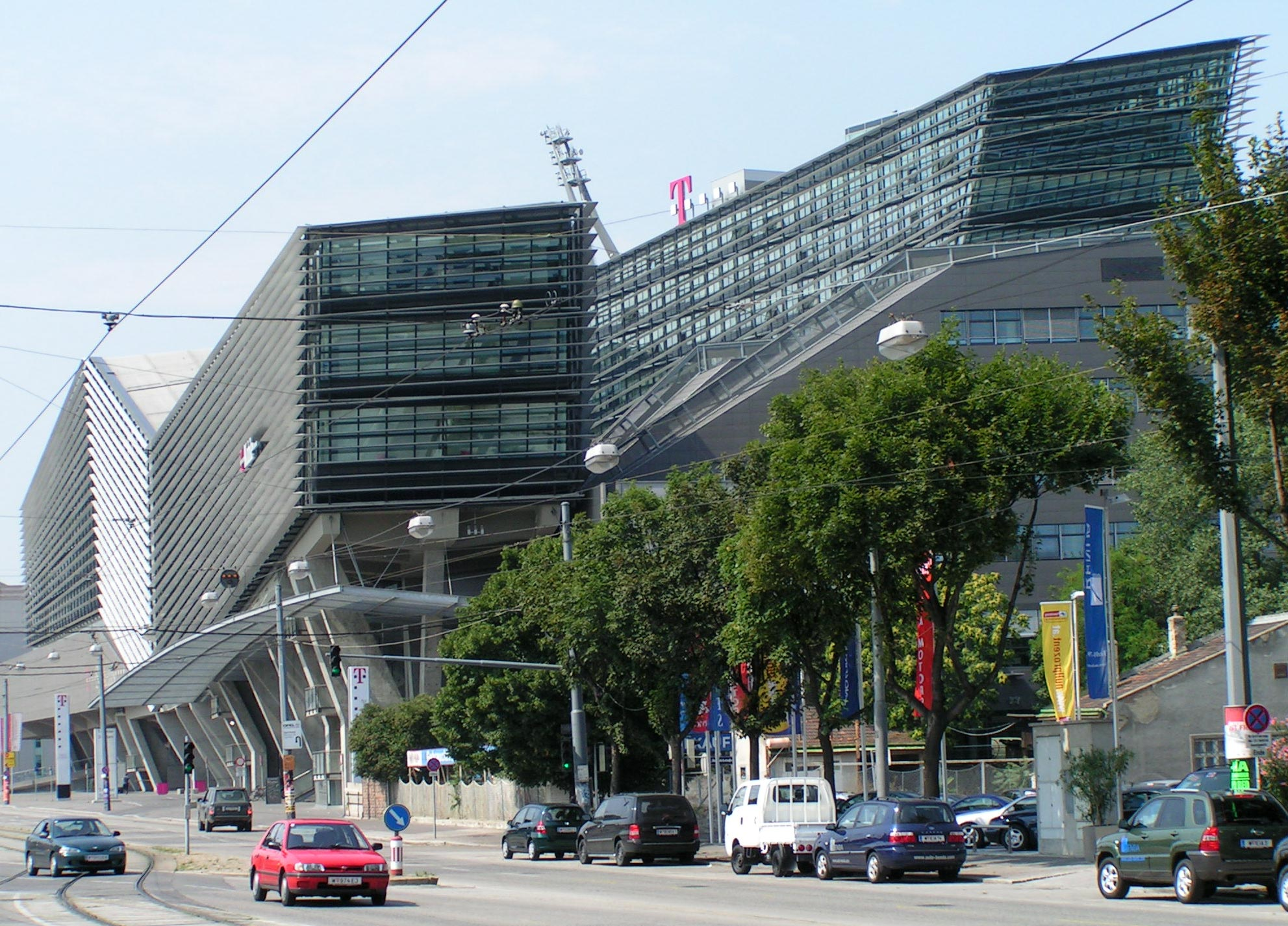
Nr. 97: T-Center